# Eisner Award
Der Eisner-Award (auch Will Eisner Comic Industry Award) ist eine der wichtigsten amerikanischen Auszeichnungen für Comic-Schaffende. Der Namensgeber des Preises, Will Eisner, war bis zu seinem Tod 2005 regelmäßiger Teilnehmer an der Zeremonie.
Der Vorgänger der Eisner-Awards waren die von 1985 bis 1987 vergebenen Kirby Awards. Die Kirby-Awards wurden gesponsert vom Amazing Heroes Magazin und organisiert von Dave Olbrich. 1987 kam es zum Streit zwischen Olbrich und Fantagraphics (die Firma, die Amazing Heroes herausgab), da beide Eigentümerschaft an den Kirby Awards beanspruchten. Schließlich wurde ein Kompromiss erzielt: Ab 1988 wurden die Kirby Awards nicht mehr weitergeführt und stattdessen zwei neue Auszeichnungen eingeführt; Olbrich begann mit der Verleihung der Eisner Awards und Fantagraphics verliehen fortan die Harvey Awards.
Jedes Jahr reichen Verlage und Comic-Schaffende ihre Vorschläge für die Awards ein. Die fünfköpfige Jury, ernannt von den Organisatoren der Comicmesse in San Diego, nominiert daraus fünf Kandidaten für jede der Preis-Kategorien. Die Vorschläge werden dann in Form eines Stimmzettels an Mitarbeiter und Fachleute der Comicbranche versandt. Die Verkündung der Abstimmungsergebnisse und die Verleihung der Preise wird jährlich (außer 1990) auf der Comicmesse Comic-Con International in San Diego, Kalifornien abgehalten.
Im Rahmen dieser Zeremonie werden auch weitere Preise verliehen:
- Bob Clampett Humanitarian Award, benannt nach Bob Clampett, einem beliebten Trickfilmzeichner, Cartoonisten und Regisseur.
- Russ Manning Promising Newcomer Award. Die Auszeichnung wird seit 1982 für herausragende Leistungen vergeben. Sie ist nach Russ Manning benannt, dem Zeichner der Tarzan und Star Wars Zeitungs-Strips.
- Bill Finger Award for Excellence in Comic Book Writing. Benannt nach dem Co-Schöpfer Batmans wird dieser Preis jedes Jahr für herausragende Leistungen an einen lebenden und einen verstorbenen Empfänger vergeben.
- Will Eisner Spirit of Comics Retailer Award wird dem besten Comic-Laden verliehen.
- Comic-Con Icon Award wird der Person oder Organisation verliehen, die am meisten für die Verbreitung von Comics getan hat.
- Comic-Con International’s Inkpot Award wird seit 1974 für herausragende Leistungen vergeben.

Kategorien und Sieger des Eisner Awards sind:

## Personen

### Aktuelle Preiskategorien

#### Best Writer (Bester Autor) (1988 – )
- 1988 Alan Moore, Watchmen (DC)
- 1989 Alan Moore, Batman: The Killing Joke (DC)
- 1991 Neil Gaiman, Sandman (DC)
- 1992 Neil Gaiman, Sandman (DC); Books of Magic (DC); Miracleman (Eclipse Comics)
- 1993 Neil Gaiman, Miracleman (Eclipse); Sandman (DC)
- 1994 Neil Gaiman, Sandman (DC)
- 1995 Alan Moore, From Hell (Kitchen Sink)
- 1996 Alan Moore, From Hell (Kitchen Sink)
- 1997 Alan Moore, From Hell (Kitchen Sink); Supreme (Maximum Press)
- 1998 Garth Ennis, Hitman (DC); Preacher; Unknown Soldier (DC/Vertigo); Blood Mary: Lady Liberty (DC/Helix)
- 1999 Kurt Busiek, Kurt Busiek’s Astro City (Homage/WildStorm/Image); Avengers (Marvel)
- 2000 Alan Moore, The League of Extraordinary Gentlemen, Promethea, Tom Strong, Tomorrow Stories, Top Ten (ABC)
- 2001 Alan Moore, The League of Extraordinary Gentlemen, Promethea, Tom Strong, Tomorrow Stories, Top 10 (ABC)
- 2002 Brian Michael Bendis, Powers (Image); Alias, Daredevil, Ultimate Spider-Man (Marvel)
- 2003 Brian Michael Bendis, Powers (Image); Alias, Daredevil, Ultimate Spider-Man (Marvel)
- 2004 Alan Moore, The League of Extraordinary Gentlemen, Promethea, Smax, Tom Strong, Tom Strong’s Terrific Tales (ABC)
- 2005 Brian K. Vaughan, Y: The Last Man (Vertigo/DC); Ex Machina (WildStorm/DC); Runaways (Marvel)
- 2006 Alan Moore Promethea, Top 10: The Forty-Niners (ABC)
- 2008 Ed Brubaker, Captain America, Criminal, Daredevil (Marvel)
- 2008 Ed Brubaker, Captain America, Criminal, Daredevil, Immortal Iron Fist (Marvel)
- 2009 Bill Willingham, Fables, House of Mystery (Vertigo/DC)
- 2010 Ed Brubaker, Captain America, Daredevil, Marvels Project (Marvel); Criminal, Incognito (Marvel Icon)
- 2011 Joe Hill, Locke & Key (IDW)
- 2012 Mark Waid, Irredeemable, Incorruptible (BOOM!); Daredevil (Marvel)
- 2013 Brian K. Vaughan, Saga (Image)
- 2014 Brian K. Vaughan, Saga (Image)
- 2015 Gene Luen Yang, Avatar: The Last Airbender (Dark Horse); The Shadow Hero (First Second)
- 2016 Jason Aaron, Southern Bastards (Image), Men of Wrath (Marvel Icon), Doctor Strange, Star Wars, Thor (Marvel)
- 2017 Brian K. Vaughan, Paper Girls, Saga (Image)
- 2018 Tom King, Batman, Batman Annual Nr. 2, Batman/Elmer Fudd Special Nr. 1, Mister Miracle (DC); Marjorie Liu, Monstress (Image)
- 2019 Tom King, Batman, Mister Miracle, Heroes in Crisis, Swamp Thing Winter Special (DC)
- 2020 Mariko Tamaki, Harley Quinn: Breaking Glass (DC), Laura Dean Keeps Breaking Up with Me (First Second/Macmillan), Archie (Archie)
- 2021 James Tynion IV, Something Is Killing the Children, Wynd (BOOM! Studios); Batman (DC); The Department of Truth (Image); Razorblades (Tiny Onion)
- 2022 James Tynion IV, House of Slaughter, Something Is Killing the Children, Wynd (BOOM! Studios); The Nice House on the Lake, The Joker, Batman, DC Pride 2021 (DC); The Department of Truth (Image); Blue Book, Razorblades (Tiny Onion Studios)
- 2023 James Tynion IV, House of Slaughter, Something Is Killing the Children, Wynd (BOOM! Studios); The Nice House on the Lake, The Sandman Universe: Nightmare Country(DC); The Closet, The Department of Truth (Image)
- 2024 Mariko Tamaki, Roaming (Drawn & Quarterly)
- 2025 Gene Luen Yang, Lunar New Year Love Story (First Second/Macmillan)

#### Best Writer/Artist (Bester Autor/Zeichner) (1988 – )
- 1988 Alan Moore und Dave Gibbons, Watchmen (DC)
- 1989 Paul Chadwick, Concrete (Dark Horse)
- 1991 Frank Miller und Geof Darrow
- 1992 Peter David und Dale Keown, The Incredible Hulk (Marvel)
- 1993 Frank Miller, Sin City, Dark Horse Presents (Dark Horse)
- 1993 Mike Baron und Steve Rude, Nexus: The Origin (Dark Horse)
- 1994 Jeff Smith, Bone (Cartoon Books)
- 1995 Mike Mignola, Hellboy: Seeds of Destruction (Dark Horse/Legend)
- 1999 Frank Miller, 300 (Dark Horse)
- 2000 Daniel Clowes, Eightball (Fantagraphics)
- 2001 Eric Shanower, Age of Bronze (Image)
- 2002 Daniel Clowes, Eightball (Fantagraphics)
- 2003 Eric Shanower, Age of Bronze (Image)
- 2004 Craig Thompson, Blankets (Top Shelf)
- 2005 Paul Chadwick, Concrete: The Human Dilemma (Dark Horse)
- 2006 Geof Darrow, Shaolin Cowboy (Burlyman)
- 2007 Paul Pope, Batman: Year 100 (DC)
- 2008 Chris Ware, Acme Novelty Library Nr. 18 (Acme Novelty)
- 2009 Chris Ware, Acme Novelty Library Nr. 19 (Acme)
- 2010 David Mazzucchelli, Asterios Polyp (Pantheon)
- 2011 Darwyn Cooke, The Outfit (IDW)
- 2012 Craig Thompson, Habibi (Pantheon)
- 2013 Chris Ware, Building Stories (Pantheon)
- 2014 Jaime Hernandez, Love and Rockets New Stories Nr. 6 (Fantagraphics)
- 2015 Raina Telgemeier, Sisters (Graphix/Scholastic)
- 2016 Bill Griffith, Invisible Ink: My Mother’s Secret Love Affair with a Famous Cartoonist (Fantagraphics)
- 2017 Sonny Liew, The Art of Charlie Chan Hock Chye (Pantheon)
- 2018 Emil Ferris, My Favorite Thing Is Monsters (Fantagraphics)
- 2019 Jen Wang, The Prince and the Dressmaker (First Second)
- 2020 Raina Telgemeier, Guts (Graphix/Scholastic)
- 2021 Junji Ito, Remina, Venus in the Blind Spot (VIZ Media)
- 2022 Barry Windsor-Smith, Monsters (Fantagraphics)
- 2023 Kate Beaton, Ducks: Two Years in the Oil Sands (Drawn & Quarterly)
- 2024 Daniel Warren Johnson, Transformers (Image)
- 2025 Charles Burns, Kommix (Fantagraphics); Final Cut (Pantheon); Unwholesome Love (co-published with Partners & Son)

#### Best Painter/Multimedia Artist (Interior) (1993 – )
- 1993 Dave Dorman, Aliens: Tribes (Dark Horse)
- 1994 Alex Ross, Marvels (Marvel)
- 1995 Jon J. Muth, Mystery Play (DC/Vertigo)
- 1996 John Bolton, Batman: Manbat (DC)
- 1997 Alex Ross, Kingdom Come (DC)
- 1998 Alex Ross, Uncle Sam (DC/Vertigo)
- 1999 Alex Ross, Superman: Peace on Earth (DC)
- 2000 Alex Ross, Batman: War on Crime (DC)
- 2001 Jill Thompson, Scary Godmother (Sirius)
- 2002 Charles Vess, Rose (Cartoon Books)
- 2003 George Pratt, Wolverine: Netsuke (Marvel)
- 2004 Jill Thompson, „Stray“, in The Dark Horse Book of Hauntings (Dark Horse)
- 2005 Teddy Kristiansen, It’s a Bird... (Vertigo/DC)
- 2006 José Ladrönn, Hip Flask: Mystery City (Active Images)
- 2007 Jill Thompson, „A Dog and His Boy“ in The Dark Horse Book of Monsters; „Love Triangle“ in Sexy Chix (Dark Horse); „Fair Division“, in Fables: 1001 Nights of Snowfall (Vertigo/DC)
- 2008 Eric Powell, The Goon: Chinatown (Dark Horse)
- 2009 Jill Thompson, Magic Trixie, Magic Trixie Sleeps Over (HarperCollins Children’s Books)
- 2010 Jill Thompson, Beasts of Burden (Dark Horse); Magic Trixie and the Dragon (HarperCollins Children’s Books)
- 2011 Juanjo Guarnido, Blacksad (Dark Horse)
- 2012 nicht vergeben
- 2013 Juanjo Guarnido, Blacksad (Dark Horse)
- 2014 Fiona Staples, Saga (Image)
- 2015 J. H. Williams III, The Sandman: Overture (Vertigo/DC)
- 2016 Dustin Nguyen, Descender (Image)
- 2017 Jill Thompson, Wonder Woman: The True Amazon (DC); Beasts of Burden: What the Cat Dragged In (Dark Horse)
- 2018 Sana Takeda, Monstress (Image)
- 2019 Dustin Nguyen, Descender (Image)
- 2020 Christian Ward, Invisible Kingdom (Berger Books/Dark Horse)
- 2021 Anand RK und John Pearson, Blue in Green (Image)
- 2022 Sana Takeda, Monstress (Image)
- 2023 Sana Takeda, The Night Eaters: She Eats the Night (Abrams); Monstress (Image)
- 2024 Sana Takeda, The Night Eaters: Her Little Reapers (Abrams); Monstress (Image)
- 2025 Eduardo Risso, The Blood Brothers Mother (DSTLRY)

#### Best Penciller/Inker or Penciller/Inker Team (1988 – )
- 1988 Steve Rude, Nexus (First)
- 1989 Brian Bolland, Batman: The Killing Joke (DC)
- 1991 Steve Rude – Best Artist
- 1991 Al Williamson – Best Inker
- 1992 Simon Bisley, Batman: Judgement on Gotham (DC) – Best Artist
- 1992 Adam Kubert, Batman Versus Predator (DC und Dark Horse) – Best Inker
- 1993 Steve Rude, Nexus: The Origin (Dark Horse) – Best Penciller
- 1993 Kevin Nowlan, Batman: Sword of Azrael (DC) – Best Inker
- 1993 Frank Miller, Sin City, Dark Horse Presents (Dark Horse) – Best Penciller/Inker (Schwarz-weiß)
- 1993 P. Craig Russell, Fairy Tales of Oscar Wilde (NBM); Robin 3000; Legends of the Dark Knight: Hothouse (DC) – Best Penciller/Inker (Farbe)
- 1994 P. Craig Russell, The Sandman Nr. 50 (DC)
- 1995 Dave Gibbons, Martha Washington Goes to War (Dark Horse)
- 1996 Geof Darrow, The Big Guy and Rusty the Boy Robot (Dark Horse/Legend)
- 1997 Steve Rude, Nexus: Executioner’s Song (Dark Horse) – Best Penciller
- 1997 Al Williamson, Spider-Man, Untold Tales of Spider-Man Nr. 17–18 (Marvel) – Best Inker
- 1997 Charles Vess, Book of Ballads und Sagas (Green Man Press); The Sandman Nr. 75 (DC/Vertigo) – Best Penciller/Inker
- 1998 P. Craig Russell, Elric: Stormbringer (Dark Horse/Topps); Dr. Strange: What Is It That Disturbs You, Stephen? (Marvel)
- 1999 Tim Sale, Superman for All Seasons (DC); Grendel Black, White, und Red Nr. 1 (Dark Horse)
- 2000 Kevin Nowlan, „Jack B. Quick“, Tomorrow Stories (ABC)
- 2001 P. Craig Russell, Ring of the Nibelung (Dark Horse/Maverick)
- 2002 Eduardo Risso, 100 Bullets (DC/Vertigo)
- 2003 Kevin O’Neill, League of Extraordinary Gentlemen (ABC)
- 2004 John Cassaday, Planetary, Planetary/Batman: Night on Earth (WildStorm/DC); Hellboy Weird Tales (Dark Horse)
- 2005 John Cassaday, Astonishing X-Men (Marvel); Planetary (WildStorm/DC); I Am Legion: The Dancing Faun (Humanoids/DC) und Frank Quitely, WE3 (Vertigo/DC) (Gleichstand)
- 2006 John Cassaday, Astonishing X-Men (Marvel); Planetary (WildStorm/DC)
- 2007 Mark Buckingham und Steve Leialoha, Fables (Vertigo/DC)
- 2008 Pia Guerra und Jose Marzan junior, Y: The Last Man (Vertigo/DC)
- 2009 Guy Davis, BPRD (Dark Horse)
- 2010 J. H. Williams III, Detective Comics (DC)
- 2011 Skottie Young, The Marvelous Land of Oz (Marvel)
- 2012 Ramón K. Pérez, Jim Henson’s Tale of Sand (Archaia)
- 2013 David Aja, Hawkeye (Marvel) und Chris Samnee, Daredevil (Marvel); Rocketeer: Cargo of Doom (IDW)
- 2014 Sean Murphy, The Wake (DC/Vertigo)
- 2015 Fiona Staples, Saga (Image)
- 2016 Cliff Chiang, Paper Girls (Image)
- 2017 Fiona Staples, Saga (Image)
- 2018 Mitch Gerads, Mister Miracle (DC)
- 2019 Mitch Gerads, Mister Miracle (DC)
- 2020 Rosemary Valero-O’Connell, Laura Dean Keeps Breaking Up with Me (First Second/Macmillan)
- 2021 Michael Allred, Bowie: Stardust, Rayguns & Moonage Daydreams (Insight Editions)
- 2022 Phil Jimenez, Wonder Woman Historia: The Amazons (DC)
- 2023 Greg Smallwood, The Human Target (DC)
- 2024 Jillian Tamaki, Roaming (Drawn & Quarterly)
- 2025 Bilquis Evely, Helen of Wyndhorn (Dark Horse)

#### Best Colorist/Coloring (1992 – )
- 1992 Steve Oliff, Legends of the Dark Knight (DC), 2112 (Dark Horse), und Akira (Marvel)
- 1993 Steve Oliff / Olyoptics, Legends of the Dark Knight Nr. 28–30, Martian Manhunter: American Secrets (DC); James Bond 007: Serpent’s Tooth (Dark Horse); Spawn  (Image)
- 1994 Steve Oliff und Rueben Rude/Olyoptics, Spawn (Image)
- 1995 Angus McKie, Martha Washington Goes to War (Dark Horse)
- 1996 Chris Ware, The Acme Novelty Library (Fantagraphics)
- 1997 Matt Hollingsworth, Preacher; Death: The Time of Your Life (DC/Vertigo); Bloody Mary (DC/Helix); Challengers of the Unknown (DC)
- 1998 Chris Ware, The Acme Novelty Library (Fantagraphics)
- 1999 Lynn Varley, 300 (Dark Horse)
- 2000 Laura DePuy, The Authority; Planetary (DC/Wildstorm)
- 2001 Chris Ware, Acme Novelty Library #14 (Fantagraphics)
- 2002 Laura DePuy, Ruse (CrossGen), Ministry of Space (Image)
- 2003 Dave Stewart, Hellboy: Third Wish, The Amazing Screw-on Head, Star Wars: Empire (Dark Horse); Human Target (Vertigo), Doom Patrol (DC/Vertigo); Tom Strong (ABC); Captain America (Marvel)
- 2004 Patricia Mulvihill, Batman, Wonder Woman (DC), 100 Bullets (Vertigo/DC)
- 2005 Dave Stewart, Daredevil, Ultimate X-Men, Ultimate Six, Captain America (Marvel); Conan, BPRD (Dark Horse); DC: The New Frontier (DC)
- 2006 Chris Ware, Acme Novelty Library Nr. 16 (Acme Novelty)
- 2007 Dave Stewart, BPRD, Conan, The Escapists, Hellboy (Dark Horse); Action Comics, Batman/The Spirit, Superman (DC)
- 2008 Dave Stewart, BPRD, Buffy the Vampire Slayer, Cut, Hellboy, Lobster Johnson, The Umbrella Academy (Dark Horse); The Spirit (DC)
- 2009 Dave Stewart, Abe Sapien: The Drowning, BPRD, The Goon, Hellboy, Solomon Kane, The Unbrella Academy (Dark Horse); Body Bags (Image); Captain America: White (Marvel)
- 2010 Dave Stewart, Abe Sapien, BPRD, The Goon, Hellboy, Solomon Kane, Umbrella Academy, Zero Killer (Dark Horse); Detective Comics (DC); Luna Park (Vertigo)
- 2011 Dave Stewart, Hellboy, BPRD, Baltimore, Let Me In (Dark Horse); Detective Comics (DC); Neil Young’s Greendale, Daytripper, Joe the Barbarian (Vertigo/DC)
- 2012 Laura Allred, iZombie (Vertigo/DC); Madman All-New Giant-Size Super-Ginchy Special (Image)
- 2013 Dave Stewart, Batwoman (DC); Fatale (Image); BPRD, Conan the Barbarian, Hellboy in Hell, Lobster Johnson, The Massive (Dark Horse)
- 2014 Jordie Bellaire, The Manhattan Projects, Nowhere Men, Pretty Deadly, Zero (Image); The Massive (Dark Horse); Tom Strong (DC); X-Files Season 10 (IDW); Captain Marvel, Journey into Mystery (Marvel); Numbercruncher (Titan); Quantum and Woody (Valiant)
- 2015 Dave Stewart, Hellboy in Hell, BPRD, Abe Sapien, Baltimore, Lobster Johnson, Witchfinder, Shaolin Cowboy, Aliens: Fire and Stone, DHP (Dark Horse)
- 2016 Jordie Bellaire, The Autumnlands, Injection, Plutona, Pretty Deadly, The Surface, They’re Not Like Us, Zero (Image); The X-Files (IDW); The Massive (Dark Horse); Magneto, Vision (Marvel)
- 2017 Matt Wilson, Cry Havoc, Paper Girls, The Wicked + The Divine (Image); Black Widow, The Mighty Thor, Star-Lord (Marvel)
- 2018 Emil Ferris, My Favorite Thing Is Monsters (Fantagraphics)
- 2019 Matt Wilson, Black Cloud, Paper Girls, The Wicked + The Divine (Image); The Mighty Thor, Runaways (Marvel)
- 2020 Dave Stewart, Black Hammer, B.P.R.D.: The Devil You Know, Hellboy and the BPRD (Dark Horse); Gideon Falls (Image); Silver Surfer Black, Spider-Man (Marvel)
- 2021 Laura Allred, X-Ray Robot (Dark Horse); Bowie: Stardust, Rayguns & Moonage Daydreams (Insight Editions)
- 2022 Matt Wilson, Undiscovered Country (Image); Fire Power (Image Skybound); Eternals, Thor, Wolverine (Marvel); Jonna and the Unpossible Monsters (Oni)
- 2023 Jordie Bellaire, The Nice House on the Lake, Suicide Squad: Blaze (DC); Antman, Miracleman von Gaiman und Buckingham: The Silver Age (Marvel)
- 2024 Jordie Bellaire, Batman (DC), Birds of Prey (DC) und Dark Spaces: Hollywood Special (IDW)
- 2025 Jordie Bellaire, Absolute Wonder Woman, Birds of Prey, John Constantine, Hellblazer: Dead in America, The Nice House by the Sea (DC); The City Beneath Her Feet (DSTLRY); The Exorcism at 1600 Penn (IDW); W0rldtr33 (Image); G.I. Joe, Duke (Image Skybound)

#### Best Letterer/Lettering (1993 – )
- 1993 Todd Klein, The Sandman, The Demon (DC)
- 1994 Todd Klein, The Sandman (DC)
- 1995 Todd Klein, Batman vs. Predator II (DC/Dark Horse); The Demon (DC), The Sandman (DC/Vertigo); Uncle Scrooge (Gladstone)
- 1996 Stan Sakai, Groo (Image); Usagi Yojimbo (Mirage)
- 1997 Todd Klein, Sandman; Death: The Time of Your Life; House of Secrets; The Dreaming (DC/Vertigo); Batman; The Spectre; Kingdom Come (DC)
- 1998 Todd Klein, Batman; Batman: Poison Ivy (DC); The Dreaming; House of Secrets; The Invisibles; Uncle Sam (DC/Vertigo); Uncle Scrooge Adventures (Gladstone); Castle Waiting (Olio)
- 1999 Todd Klein, Castle Waiting (Olio); House of Secrets; The Invisibles; The Dreaming (DC/Vertigo)
- 2000 Todd Klein, Promethea; Tom Strong; Tomorrow Stories; Top 10 (ABC); The Dreaming; Gifts of the Night; The Invisibles; Sandman Presents: Lucifer (DC/Vertigo)
- 2001 Todd Klein, Promethea; Tom Strong; Tomorrow Stories; Top 10 (ABC); The Invisibles; The Dreaming (DC/Vertigo); Castle Waiting (Cartoon Books)
- 2002 Todd Klein, Promethea; Tom Strong’s Terrific Tales; Tomorrow Stories; Top 10; Greyshirt (ABC); The Sandman Presents: Everything You Always Wanted to Know About Dreams But Were Afraid to Ask (DC/Vertigo); Detective Comics; The Dark Knight Strikes Again (DC); Castle Waiting (Olio); Universe X (Marvel)
- 2003 Todd Klein, Dark Knight Strikes Again; Detective Comics; Wonder Woman: The Hiketeia (DC); Fables; Human Target: Final Cut (DC/Vertigo); Promethea; Tom Strong (ABC); Castle Waiting (Olio)
- 2004 Todd Klein, Detective Comics (DC); Fables, The Sandman: Endless Nights (Vertigo/DC); Tom Strong, Promethea (ABC); 1602 (Marvel)
- 2005 Todd Klein, Promethea; Tom Strong; Tom Strong’s Terrific Tales (ABC); Wonder Woman (DC); Books of Magic: Life During Wartime; Fables; WE3 (Vertigo/DC); Creatures of the Night (Dark Horse)
- 2006 Todd Klein Wonder Woman, Justice, Seven Soldiers #0 (DC); Desolation Jones (WildStorm/DC); Promethea, Top Ten: The Forty-Niners, Tomorrow Stories Special (ABC); Fables (Vertigo); 1602: New World (Marvel)
- 2007 Todd Klein, Fables, Jack of Fables, Fables: 1001 Nights of Snowfall; Pride of Baghdad, Testament (Vertigo/DC); Fantastic Four: 1602, Eternals (Marvel); Lost Girls (Top Shelf)
- 2008 Todd Klein, Justice, Simon Dark (DC); Fables, Jack of Fables, Crossing Midnight (Vertigo/DC); League of Extraordinary Gentlemen: The Black Dossier (WildStorm/DC); Nexus (Rude Dude)
- 2009 Chris Ware, Acme Novelty Library Nr. 19 (Acme)
- 2010 David Mazzucchelli, Asterios Polyp (Pantheon)
- 2011 Todd Klein, Fables, The Unwritten, Joe the Barbarian, iZombie (Vertigo/DC); Tom Strong and the Robots of Doom (WildStorm/DC); S.H.I.E.L.D. (Marvel); Driver for the Dead (Radical)
- 2012 Stan Sakai, Usagi Yojimbo (Dark Horse)
- 2013 Chris Ware, Building Stories (Pantheon)
- 2014 Darwyn Cooke, Richard Stark’s Parker: Slayground (IDW)
- 2015 Stan Sakai, Usagi Yojimbo: Senso, Usagi Yojimbo Color Special: The Artist (Dark Horse)
- 2016 Derf Backderf, Trashed (Abrams)
- 2017 Todd Klein, Clean Room, Dark Night, Lucifer (Vertigo/DC); Black Hammer (Dark Horse)
- 2018 Stan Sakai, Usagi Yojimbo, Groo: Slay of the Gods (Dark Horse)
- 2019 Todd Klein, Black Hammer: Age of Doom, Neil Gaiman’s A Study in Emerald (Dark Horse); Batman: White Night (DC); Eternity Girl, Books of Magic (Vertigo/DC); The League of Extraordinary Gentlemen: The Tempest (Top Shelf/IDW)
- 2020 Stan Sakai, Usagi Yojimbo (Dark Horse)
- 2021 Stan Sakai, Usagi Yojimbo (IDW)
- 2022 Barry Windsor-Smith, Monsters (Fantagraphics)
- 2023 Stan Sakai, Usagi Yojimbo (IDW)
- 2024 Hassan Otsmane-Elhaou, The Unlikely Story of Felix and Macabber, The Witcher: Wild Animals (Dark Horse); Batman: City of Madness, The Flash, Poison Ivy(DC); Black Cat Social Club (Humanoids); Beneath the Trees Where Nobody Sees (IDW); The Cull, What’s the Furthest Place from Here? (Image)
- 2025 Clayton Cowles, Animal Pound (BOOM! Studios); FML, Helen of Wyndhorn (Dark Horse); Absolute Batman, Batman, Batman & Robin: Year One, Birds of Prey, Jenny Sparks, Wonder Woman (DC); Strange Academy, Venom (Marvel)

#### Best Cover Artist (1993 – )
- 1992 Brian Bolland, Animal Man (DC)
- 1993 Brian Bolland, Animal Man; Wonder Woman (DC)
- 1994 Brian Bolland, Animal Man; Wonder Woman (DC)
- 1995 Glenn Fabry, Hellblazer (DC/Vertigo)
- 1996 Alex Ross, Kurt Busiek’s Astro City (Jukebox Productions/Image)
- 1997 Alex Ross, Kingdom Come (DC); Kurt Busiek’s Astro City (Jukebox Productions/Homage)
- 1998 Alex Ross, Kurt Busiek’s Astro City (Jukebox Productions/Homage); Uncle Sam (DC/Vertigo)
- 1999 Brian Bolland, The Invisibles (DC/Vertigo)
- 2000 Alex Ross, Batman: No Man’s Land; Batman: Harley Quinn; Batman: War on Crime (DC); Kurt Busiek’s Astro City (Homage/Wildstorm/DC)
- 2001 Brian Bolland, Batman: Gotham Knights; The Flash (DC); The Invisibles (DC/Vertigo)
- 2002 Dave Johnson, Detective Comics (DC); 100 Bullets (DC/Vertigo)
- 2003 Adam Hughes, Wonder Woman (DC)
- 2004 James Jean, Fables (Vertigo/DC); Batgirl (DC)
- 2005 James Jean, Fables (Vertigo/DC); Green Arrow, Batgirl (DC)
- 2006 James Jean, Fables (Vertigo/DC); Runaways (Marvel)
- 2007 James Jean, Fables, Jack of Fables, Fables: 1001 Nights of Snowfall (Vertigo/DC)
- 2008 James Jean, Fables (Vertigo/DC); The Umbrella Academy (Dark Horse); Process Recess 2; Superior Showcase 2 (AdHouse)
- 2009 James Jean, Fables (Vertigo/DC); The Umbrella Academy (Dark Horse)
- 2010 J. H. Williams III, Detective Comics (DC)
- 2011 Mike Mignola, Hellboy, Baltimore: The Plague Ships (Dark Horse)
- 2012 Francesco Francavilla, Black Panther (Marvel); Lone Ranger, Lone Ranger/Zorro, Dark Shadows, Warlord of Mars (Dynamite); Archie Meets Kiss (Archie)
- 2013 David Aja, Hawkeye (Marvel)
- 2014 David Aja, Hawkeye (Marvel)
- 2015 Darwyn Cooke, DC Comics Darwyn Cooke Month Variant Covers (DC)
- 2016 David Aja, Hawkeye, Karnak, Scarlet Witch (Marvel)
- 2017 Fiona Staples, Saga (Image)
- 2018 Sana Takeda, Monstress (Image)
- 2019 Jen Bartel, Blackbird (Image); Submerged (Vault)
- 2020 Emma Rios, Pretty Deadly (Image)
- 2021 Peach Momoko, Buffy the Vampire Slayer Nr: 19, Mighty Morphin Nr. 2, Something Is Killing the Children Nr. 12, Power Rangers Nr. 1 (BOOM! Studios); DIE!namite, Vampirella (Dynamite); The Crow: Lethe (IDW); Marvel Variants (Marvel)
- 2022 Jen Bartel, Future State Immortal Wonder Woman Nr. 1 & 2, Wonder Woman Black & Gold Nr. 1, Wonder Woman 80th Anniversary (DC); Women’s History Month variant covers (Marvel)
- 2023 Bruno Redondo, Nightwing (DC)
- 2024 Peach Momoko, Demon Wars: Scarlet Sin (Marvel)
- 2025 Tula Lotay, Groupies (Comixology Originals), Helen of Wyndhorn #1, Count Crowley: Mediocre Midnight Monster Hunter Nr. 3, Dawnrunner Nr. 1, Barnstormers (Dark Horse); Somna and other Titles (DSTLRY); The Horizon Experiment (Image)

### Ehemalige Preiskategorien

#### Best Writer/Artist: Drama (Bester Autor/Zeichner: Drama) (1997–2008)
- 1996 David Lapham, Stray Bullets (El Capitan)
- 1997 Mike Mignola, Hellboy: Wake the Devil (Dark Horse/Legend)
- 1998 Mike Mignola, Hellboy: Almost Colossus; Hellboy Christmas Special; Hellboy Jr. Halloween Special (Dark Horse)
- 1999 Frank Miller, 300 (Dark Horse)
- 2000 Daniel Clowes, Eightball (Fantagraphics)
- 2001 Eric Shanower, Age of Bronze (Image)
- 2002 Daniel Clowes, Eightball (Fantagraphics)
- 2003 Eric Shanower, Age of Bronze (Image)
- 2004 Craig Thompson, Blankets (Top Shelf)
- 2005 Paul Chadwick, Concrete: The Human Dilemma (Dark Horse)
- 2006 Geof Darrow, Shaolin Cowboy (Burlyman)
- 2007 Paul Pope, Batman: Year 100 (DC)
- 2008 Chris Ware, Acme Novelty Library Nr. 18 (Acme Novelty)

#### Best Writer/Artist: Humor (Bester Autor/Zeichner: Humor) (1995–2008)
- 1995 Jeff Smith, Bone (Cartoon Books)
- 1996 Sergio Aragonés, Groo (Image)
- 1997 Don Rosa, Walt Disney’s Comics & Stories; Uncle Scrooge (Egmont)
- 1998 Jeff Smith, Bone (Cartoon Books)
- 1999 Kyle Baker, You Are Here (DC/Vertigo)
- 2000 Kyle Baker, I Die at Midnight (DC/Vertigo); „Letitia Lerner, Superbaby’s Babysitter“ in Elseworlds 80-Page Giant (DC)
- 2001 Tony Millionaire, Maakies (Fantagraphics), Sock Monkey (Dark Horse/Maverick)
- 2002 Evan Dorkin, Dork! (Slave Labor)
- 2003 Tony Millionaire, House at Maakies Corner (Fantagraphics)
- 2004 Kyle Baker, Plastic Man (DC); The New Baker (Kyle Baker Publishing)
- 2005 Kyle Baker, Plastic Man (DC); Kyle Baker, Cartoonist (Kyle Baker Publishing)
- 2006 Kyle Baker, Plastic Man (DC); The Bakers (Kyle Baker Publishing)
- 2007 Tony Millionaire, Billy Hazelnuts (Fantagraphics); Sock Monkey: The Inches Incident (Dark Horse)
- 2008 Eric Powell, The Goon (Dark Horse)

#### Best Writer/Artist: Nonfiction (Bester Autor/Zeichner: Non-Fiction) (2010)
- 2010 Joe Sacco Footnotes in Gaza (Metropolitan/Holt)

#### Best Art Team (1988–1989)
- 1988 Steve Rude, Willie Blyberg und Ken Steacy, Space Ghost Special (Comico)
- 1989 Alan Davis und Paul Neary, Excalibur (Marvel)

#### Talent Deserving of Wider Recognition (1995–2006)
- 1995 Evan Dorkin (Milk and Cheese, Hectic Planet, Dork, Instant Piano)
- 1996 Stan Sakai (Usagi Yojimbo)
- 1997 Ricardo Delgado (Age of Reptiles)
- 1998 Linda Medley (Castle Waiting)
- 1999 Brian Michael Bendis (Jinx, Goldfish, Torso)
- 2000 Tony Millionaire (Sock Monkey)
- 2001 Alex Robinson (Box Office Poison)
- 2002 Dylan Horrocks (Hicksville, Atlas)
- 2003 Jason Shiga, Fleep (Sparkplug Comics)
- 2004 Derek Kirk Kim, (Same Difference & Other Stories)
- 2005 Sean McKeever (The Waiting Place, Mary Jane, Inhumans, Sentinel)
- 2006 Aaron Renier (Spiral-Bound)
- 2007 Hope Larson (Gray Horses, Oni)

#### Special Recognition (2007–2008)
- 2007 Hope Larson, Gray Horses (Oni)
- 2008 Chuck BB, Black Metal (Oni)

#### Best Editor (1992–1997)
- 1992 Karen Berger, The Sandman; Shade: the Changing Man; Kid Eternity; Books of Magic (Die Bücher der Magie) (DC)
- 1993 Archie Goodwin, Legends of the Dark Knight; Batman: Sword of Azrael; Deadman: Exorcism (DC)
- 1994 Karen Berger, The Sandman (DC) und Mike Carlin (DC) (Gleichstand)
- 1995 Karen Berger, The Sandman; Sandman Mystery Theatre (DC/Vertigo)
- 1996 Stuart Moore, Swamp Thing; The Invisibles; Preacher (DC/Vertigo) (Gleichstand)
- 1996 Bronwyn Taggart, The Big Book of Weirdos; The Big Book of Conspiracies; Brooklyn Dreams; Stuck Rubber Baby (Paradox Press) (Gleichstand)
- 1997 Dan Raspler, Kingdom Come; Hitman; The Spectre; Sergio Aragonés Destroys the DC Universe (DC)

## Werke

### Aktuelle Preiskategorien

#### Best Single Issue/One-Shot (2010 – )
- 2010 Captain America Nr. 601: „Red, White, and Blue-Blood“ von Ed Brubaker und Gene Colan (Marvel)
- 2011 Hellboy: Double Feature of Evil von Mike Mignola und Richard Corben (Dark Horse)
- 2012 Daredevil Nr. 7 von Mark Waid, Paolo Rivera und Joe Rivera (Marvel)
- 2013 The Mire von Becky Cloonan (Selbstverlag)
- 2014 Hawkeye Nr. 11: Pizza Is my Business von Matt Fraction und David Aja (Marvel)
- 2015 Beasts of Burden: Hunters and Gatherers von Evan Dorkin und Jill Thompson (Dark Horse)
- 2016 Silver Surfer Nr. 11 von Dan Slott und Michael Allred (Marvel)
- 2017 Beasts of Burden: What the Cat Dragged In von Evan Dorkin, Sarah Dyer und Jill Thompson (Dark Horse)
- 2018 Hellboy: Krampusnacht von Mike Mignola und Adam Hughes (Dark Horse)
- 2019 Peter Parker: The Spectacular Spider-Man Nr. 310 von Chip Zdarsky (Marvel)
- 2020 Our Favorite Thing Is My Favorite Thing Is Monsters von Emil Ferris (Fantagraphics)
- 2021 Sports Is Hell von Ben Passmore (Koyama Press)
- 2022 Wonder Woman Historia: The Amazons von Kelly Sue DeConnick und Phil Jimenez (DC)
- 2023 Batman: One Bad Day: The Riddler von Tom King und Mitch Gerads (DC)
- 2024 Nightwing Nr. 105 von Tom Taylor und Bruno Redondo (DC)
- 2025 The War on Gaza by Joe Sacco (Fantagraphics)

#### Best Short Story (Beste Kurzgeschichte) (1993 – )
- 1993 „Two Cities“ von Mark Schultz in Xenozoic Tales Nr. 12 (Kitchen Sink)
- 1994 „The Amazing Colossal Homer“ in Simpsons Nr. 1 (Bongo)
- 1995 „The Babe Wore Red“ von Frank Miller in Sin City: The Babe Wore Red and Other Stories (Dark Horse/Legend)
- 1996 „The Eltingville Comic-Book, Science-Fiction, Fantasy, Horror, and Role-Playing Club in Bring Me the Head of Boba Fett“ von Evan Dorkin in Instant Piano Nr. 3 (Dark Horse)
- 1997 „Heroes“ von Archie Goodwin und Gary Gianni in Batman: Black & White Nr. 4 (DC)
- 1998 „The Eltingville Comic Book, Science-Fiction, Fantasy, Horror and Role-Playing Club In: The Marathon Men“ von Evan Dorkin in Dork! Nr. 4 (Slave Labor)
- 1999 „Devil’s Advocate“ von Matt Wagner und Tim Sale in Grendel: Black, White, and Red Nr. 1 (Dark Horse)
- 2000 „Letitia Lerner, Superman’s Babysitter“ von Elizabeth Glass und Kyle Baker in Elseworlds 80-Page Giant (DC)
- 2001 „The Gorilla Suit“ von Sergio Aragonés in Streetwise (TwoMorrows)
- 2002 „The Eltingville Club in 'The Intervention'“ von Evan Dorkin in Dork! Nr. 9 (Slave Labor)
- 2003 „The Magician and the Snake“ von Katie Mignola und Mike Mignola in Dark Horse Maverick: Happy Endings (Dark Horse)
- 2004 „Death“ von Neil Gaiman und Philip Craig Russell in The Sandman: Endless Nights (Vertigo/DC)
- 2005 „Unfamiliar“ von Evan Dorkin und Jill Thompson in The Dark Horse Book of Witchcraft (Dark Horse Books)
- 2006 „Teenaged Sidekick“ von Paul Pope in Solo Nr. 3 (DC)
- 2007 „A Frog’s Eye View“ von Bill Willingham und James Jean in Fables: 1001 Nights of Snowfall (Vertigo/DC)
- 2008 „Mr. Wonderful“ von Dan Clowes in New York Times Sunday Magazine
- 2009 „Murder He Wrote“ von Ian Boothby, Nina Matsumoto und Andrew Pepoy in The Simpsons' Treehouse of Horror Nr. 14 (Bongo)
- 2010 „Urgent Request“ von Gene Luen Yang und Derek Kirk Kim in The Eternal Smile (First Second)
- 2011 Post Mortem von Greg Rucka und Michael Lark in I Am an Avenger Nr. 2 (Marvel)
- 2012 The Seventh von Darwyn Cooke in Richard Stark’s Parker: The Martini Edition (IDW)
- 2013 Moon 1969: The True Story of the 1969 Moon Launch von Michael Kupperman in Tales Designed to Thrizzle Nr. 8 (Fantagraphics)
- 2014 Untitled von Gilbert Hernandez in Love and Rockets: New Stories Nr. 6 (Fantagraphics)
- 2015 When the Darkness Presses von Emily Carroll
- 2016 Killing and Dying von Adrian Tomine in Optic Nerve Nr. 14 (Drawn & Quarterly)
- 2017 Good Boy von Tom King und David Finch in Batman Annual Nr. 1 (DC)
- 2018 A Life in Comics: The Graphic Adventures of Karen Green von Nick Sousanis in Columbia Magazine
- 2019 The Talk of the Saints von Tom King und Jason Fabok in Swamp Thing Winter Special (DC)
- 2020 Hot Comb von Ebony Flowers in Hot Comb (Drawn & Quarterly)
- 2021 When the Menopausal Carnival Comes to Town von Mimi Pond in Menopause: A Comic Treatment (Graphic Medicine/Pennsylvania State University Press)
- 2022 Funeral in Foam von Casey Gilly und Raina Telgemeier, in You Died: An Anthology of the Afterlife (Iron Circus)
- 2023 Finding Batman von Kevin Conroy und J. Bone in DC Pride 2022 (DC)
- 2024 The Kelpie von Becky Cloonan in Four Gathered on Christmas Eve (Dark Horse)
- 2025 Spaces, von Phil Jimenez in DC Pride 2024 Nr. 1 (DC)

#### Best Continuing Series (Beste Fortsetzungsgeschichte) (1988 – )
- 1988 Concrete von Paul Chadwick (Dark Horse)
- 1989 Concrete von Paul Chadwick (Dark Horse)
- 1991 Sandman von Neil Gaiman u. a. (DC/Vertigo)
- 1992 Sandman von Neil Gaiman u. a. (DC/Vertigo)
- 1993 Sandman von Neil Gaiman u. a. (DC/Vertigo)
- 1994 Bone von Jeff Smith (Cartoon Books)
- 1995 Bone von Jeff Smith (Cartoon Books)
- 1996 Acme Novelty Library von Chris Ware (Fantagraphics)
- 1997 Kurt Busiek’s Astro City von Kurt Busiek, Brent Anderson und Will Blyberg (Jukebox Productions/Homage)
- 1998 Kurt Busiek’s Astro City von Kurt Busiek, Brent Anderson und Will Blyberg (Jukebox Productions/Homage)
- 1999 Preacher von Garth Ennis und Steve Dillon (DC/Vertigo)
- 2000 Acme Novelty Library von Chris Ware (Fantagraphics)
- 2001 Top 10 von Alan Moore, Gene Ha und Zander Cannon (ABC)
- 2002 100 Bullets von Brian Azzarello und Eduardo Risso (DC/Vertigo)
- 2003 Daredevil von Brian Michael Bendis und Alex Maleev (Marvel)
- 2004 100 Bullets von Brian Azzarello und Eduardo Risso (DC/Vertigo)
- 2005 The Goon von Eric Powell (Dark Horse)
- 2006 Astonishing X-Men von Joss Whedon und John Cassaday (Marvel)
- 2007 All Star Superman von Grant Morrison und Frank Quitely (DC)
- 2008 Y: The Last Man von Brian K. Vaughan, Pia Guerra und Jose Marzan junior (DC/Vertigo)
- 2009 All Star Superman von Grant Morrison und Frank Quitely (DC)
- 2010 The Walking Dead von Robert Kirkman und Charles Adlard (Image)
- 2011 Chew von John Layman und Rob Guillory (Image)
- 2012 Daredevil von Mark Waid, Marcos Martin, Paolo Rivera und Joe Rivera (Marvel)
- 2013 Saga von Brian K. Vaughan und Fiona Staples (Image)
- 2014 Saga von Brian K. Vaughan und Fiona Staples (Image)
- 2015 Saga von Brian K. Vaughan und Fiona Staples (Image)
- 2016 Southern Bastards von Jason Aaron und Jason Latour (Image)
- 2017 Saga von Brian K. Vaughan und Fiona Staples (Image)
- 2018 Monstress von Marjorie Liu und Sana Takeda (Image)
- 2019 Giant Days von John Allison, Max Sarin und Julia Madrigal (BOOM! Box)
- 2020 Bitter Root von David Walker, Chuck Brown und Sanford Greene (Image)
- 2021 Usagi Yojimbo von Stan Sakai (IDW)
- 2022 Bitter Root von David F. Walker, Chuck Brown und Sanford Greene (Image) und Something Is Killing the Children von James Tynion IV und Werther Dell’Edera (BOOM! Studios)
- 2023 Nightwing von Tom Taylor und Bruno Redondo (DC)
- 2024 Transformers von Daniel Warren Johnson (Image)
- 2025 Santos Sisters von Greg & Fake, Graham Smith, Dave Landsberger und Marc Koprinarov (Floating World)

#### Best Limited Series or Story Arc (2010 – )
- 2010 The Wonderful Wizard of Oz von Eric Shanower und Skottie Young (Marvel)
- 2011 Daytripper von Fábio Moon und Gabriel Bá (Vertigo/DC)
- 2012 Criminal: The Last of the Innocent von Ed Brubaker und Sean Phillips (Marvel Icon)
- 2013 (kein Preis vergeben)
- 2014 The Wake von Scott Snyder und Sean Murphy (Vertigo/DC)
- 2015 Little Nemo: Return to Slumberland von Eric Shanower und Gabriel Rodriguez (IDW)
- 2016 The Fade Out von Ed Brubaker und Sean Phillips (Image)
- 2017 The Vision von Tom King und Gabriel Walta (Marvel)
- 2018 Black Panther: World of Wakanda von Roxane Gay, Ta-Nehisi Coates und Alitha E. Martinez (Marvel)
- 2019 Mister Miracle, von Tom King und Mitch Gerads (DC)
- 2020 Little Bird von Darcy Van Poelgeest und Christian Ward (Image)
- 2021 Superman's Pal Jimmy Olsen von Matt Fraction und Steve Lieber (DC)
- 2022 The Good Asian von Pornsak Pichetshote und Alexandre Tefenkgi (Image)
- 2023 The Human Target von Tom King und Greg Smallwood (DC)
- 2024 PeePee PooPoo von Caroline Cash (Silver Sprocket)
- 2025 Zatanna: Bring Down the House von Mariko Tamaki und Javier Rodríguez (DC)

#### Best New Series (Beste neue Serie) (1988 – )
- 1988 Concrete von Paul Chadwick (Dark Horse)
- 1989 Kings In Disguise von James Vance und Dan Burr (Kitchen Sink)
- 1995 Too Much Coffee Man von Shannon Wheeler (Adhesive)
- 1996 Kurt Busiek’s Astro City von Kurt Busiek und Brent Anderson (Jukebox Productions/Image Comics)
- 1997 Leave It to Chance James Dale Robinson und Paul Smith (Homage)
- 1998 Castle Waiting Linda Medley (Olio)
- 1999 Inhumans von Paul Jenkins und Jae Lee (Marvel)
- 2000 Top 10 von Alan Moore, Gene Ha und Zander Cannon (ABC)
- 2001 Powers von Brian Michael Bendis und Michael Avon Oeming (Image)
- 2002 Queen & Country von Greg Rucka und Steve Rolston (Oni)
- 2003 Fables von Bill Willingham, Lan Medina, Mark Buckingham und Steve Leialoha (DC/Vertigo)
- 2004 Plastic Man von Kyle Baker (DC)
- 2005 Ex Machina von Brian K. Vaughan, Tony Harris und Tom Feister (WildStorm/DC)
- 2006 All Star Superman von Grant Morrison und Frank Quitely (DC)
- 2007 Criminal von Ed Brubaker und Sean Phillips (Marvel Icon)
- 2008 Buffy the Vampire Slayer, Season 8 von Joss Whedon, Brian K. Vaughan, Georges Jeanty und Andy Owens (Dark Horse)
- 2009 Invincible Iron Man von Matt Fraction und Salvador Larocca (Marvel)
- 2010 Chew von John Layman und Rob Guillory (Image)
- 2011 American Vampire von Scott Snyder, Stephen King und Rafael Albuquerque (Vertigo/DC)
- 2013 Saga von Brian K. Vaughan und Fiona Staples (Image)
- 2014 Sex Criminals von Matt Fraction und Chip Zdarsky (Image)
- 2015 Lumberjanes von Shannon Watters, Grace Ellis, Noelle Stevenson und Brooke A. Allen (BOOM! Box)
- 2016 Paper Girls von Brian K. Vaughan und Cliff Chiang (Image)
- 2017 Black Hammer von Jeff Lemire und Dean Ormston (Dark Horse)
- 2018 Black Bolt von Saladin Ahmed und Christian Ward (Marvel)
- 2019 Gideon Falls von Jeff Lemire und Andrea Sorrentino (Image)
- 2020 Invisible Kingdom von G. Willow Wilson und Ian Bertram (Berger Books/Dark Horse)
- 2021 Black Widow von Kelly Thompson und Elena Casagrande (Marvel)
- 2022 The Nice House on the Lake von James Tynion IV und Álvaro Martínez Bueno (DC)
- 2023 Public Domain von Chip Zdarsky (Image)
- 2024 Somna: A Bedtime Story von Becky Cloonan und Tula Lotay (DSTLRY)
- 2025 Absolute Wonder Woman von Kelly Thompson und Hayden Sherman (DC)

#### Best Publication for Early Readers (up to age 8) (Beste Publikation für Erstleser) (2012 – )
- 2012 Dragon Puncher Island von James Kochalka (Top Shelf)
- 2013 Babymouse for President von Jennifer L. Holm und Matthew Holm (Random House)
- 2014 Itty Bitty Hellboy von Art Baltazar und Franco (Dark Horse)
- 2015 The Zoo Box von Ariel Cohn und Aron Nels Steinke (First Second)
- 2016 Little Robot von Ben Hatke (First Second)
- 2017 Narwhal: Unicorn of the Sea von Ben Clanton (Tundra)
- 2018 Good Night, Planet von Liniers (Toon Books)
- 2019 Johnny Boo and the Ice Cream Computer von James Kochalka (Top Shelf/IDW)
- 2020 Comics: Easy as ABC von Ivan Brunetti (Toon)
- 2021 Our Little Kitchen von Jillian Tamaki (Abrams Books)
- 2022 Chibi Usagi: Attack of the Heebie Chibis von Julie und Stan Sakai (IDW)
- 2023 The Pigeon Will Ride the Roller Coaster! von Mo Willems (Union Square Kids)
- 2024 Bigfoot and Nessie von Chelsea M. Campbell und Laura Knetzger (Penguin)
- 2025 Hilda and Twig Hide from the Rain von Luke Pearson (Flying Eye)

#### Best Publication for Kids (ages 9-12) (Beste Publikation für Kinder) (2012 – )
- 2012 Snarked von Roger Langridge (kaboom!)
- 2013 Adventure Time von Ryan North, Shelli Paroline und Braden Lamb (kaboom!)
- 2014 The Adventures of Superhero Girl von Faith Erin Hicks (Dark Horse)
- 2015 El Deafo von Cece Bell (Amulet/Abrams)
- 2016 Over the Garden Wall von Pat McHale, Amalia Levari und Jim Campbell (kaboom!)
- 2017 Ghosts von Raina Telgemeier (Scholastic)
- 2018 The Tea Dragon Society von Kay O’Neill (Oni)
- 2019 The Divided Earth von Faith Erin Hicks (First Second)
- 2020 Guts von Raina Telgemeier (Scholastic Graphix)
- 2021 Superman Smashes the Klan von Gene Luen Yang und Gurihiru (DC)
- 2022 Salt Magic von Hope Larson und Rebecca Mock (Margaret Ferguson Books/Holiday House)
- 2023 Frizzy von Claribel A. Ortega und Rose Bousamra (First Second/Macmillan)
- 2024 Mexikid: A Graphic Memoir von Pedro Martín (Penguin)
- 2025 Plain Jane and the Mermaid von Vera Brosgol (First Second/Macmillan)

#### Best Publication for Teens (ages 13-17) (Beste Publikation für Jugendliche) (2008 – )
- 2008 Laika von Nick Abadzis (First Second)
- 2009 Coraline von Neil Gaiman, adaptiert von P. Craig Russell (HarperCollins Children’s Books)
- 2010 Beasts of Burden von Evan Dorkin und Jill Thompson (Dark Horse)
- 2011 Smile von Raina Telgemeier (Scholastic Graphix)
- 2013 A Wrinkle in Time von Madeleine L’Engle, adaptiert von Hope Larson (FSG)
- 2014 Battling Boy von Paul Pope (First Second)
- 2015 Lumberjanes von Shannon Watters, Grace Ellis, Noelle Stevenson und Brooke A. Allen (BOOM! Box)
- 2016 SuperMutant Magic Academy von Jillian Tamaki (Drawn & Quarterly)
- 2017 The Unbeatable Squirrel Girl von Ryan North und Erica Henderson (Marvel)
- 2018 Monstress von Marjorie Liu und Sana Takeda (Image)
- 2019 The Prince and the Dressmaker von Jen Wang (First Second)
- 2020 Laura Dean Keeps Breaking Up With Me von Mariko Tamaki und Rosemary Valero-O’Connell (First Second/Macmillan)
- 2021 Dragon Hoops von Gene Luen Yang (First Second/Macmillan)
- 2022 The Legend of Auntie Po von Shing Yin Khor (Kokila/Penguin Random House)
- 2023 Do A Powerbomb! von Daniel Warren Johnson (Image Comics)
- 2024 Danger and Other Unknown Risks von Ryan North und Erica Henderson (Penguin)
- 2025 Lunar New Year Love Story von Gene Luen Yang and LeUyen Pham (First Second/Macmillan)

#### Best Anthology (Beste Anthologie) (1992 – )
- 1992 Dark Horse Presents, herausgegeben von Randy Stradley (Dark Horse)
- 1993 Taboo, herausgegeben von Steve Bissette (SpiderBaby Graphix / Tundra)
- 1994 Dark Horse Presents, herausgegeben von Randy Stradley (Dark Horse)
- 1995 The Big Book of Urban Legends, herausgegeben von Andy Helfer (Paradox Press)
- 1996 The Big Book of Conspiracies, herausgegeben von Bronwyn Taggart (Paradox Press)
- 1997 Batman: Black and White, herausgegeben von Mark Chiarello und Scott Peterson (DC)
- 1998 Hellboy Christmas Special, herausgegeben von Scott Allie (Dark Horse)
- 1999 Grendel: Black, White, and Red von Matt Wagner, herausgegeben von Diana Schutz (Dark Horse)
- 2000 Tomorrow Stories von Alan Moore, Rick Veitch, Kevin Nowlan, Melinda Gebbie und Jim Baikie (ABC)
- 2001 Drawn & Quarterly, Vol. 3, herausgegeben von Chris Oliveros (Drawn & Quarterly)
- 2002 Bizarro Comics, herausgegeben von Joey Cavalieri (DC)
- 2003 SPX 2002 (CBLDF)
- 2004 The Sandman: Endless Nights von Neil Gaiman, Dave McKean, P. Craig Russell, Miguelanxo Prado, Barron Storey, Frank Quitely, Glenn Fabry, Milo Manara und Bill Sienkiewicz; Ko-Herausgeber Karen Berger und Shelly Bond (Vertigo/DC)
- 2005 Michael Chabon Presents The Amazing Adventures of the Escapist, herausgegeben von Diana Schutz und David Land (Dark Horse)
- 2006 Solo, herausgegeben von Mark Chiarello (DC)
- 2007 Fables: 1001 Nights of Snowfall von Bill Willingham u. a. (Vertigo/DC)
- 2008 5 von Gabriel Bá, Becky Cloonan, Fábio Moon, Vasilis Lolos und Rafael Grampa (Selbstverlag)
- 2009 Comic Book Tattoo: Narrative Art Inspired by the Lyrics and Music of Tori Amos, herausgegeben von Rantz Hoseley (Image)
- 2010 Popgun Vol. 3, herausgegeben von Mark Andrew Smith, D. J. Kirkbride und Joe Keatinge (Image)
- 2011 Mouse Guard: Legends of the Guard, herausgegeben von Paul Morrissey und David Petersen (Archaia)
- 2012 Dark Horse Presents, herausgegeben von Mike Richardson (Dark Horse)
- 2013 Dark Horse Presents, herausgegeben von Mike Richardson (Dark Horse)
- 2014 Dark Horse Presents, herausgegeben von Mike Richardson (Dark Horse)
- 2015 Little Nemo: Dream Another Dream, herausgegeben von Josh O’Neill, Andrew Carl und Chris Stevens (Locust Moon)
- 2016 Drawn & Quarterly, Twenty-Five Years of Contemporary, Cartooning, Comics, and Graphic Novels, herausgegeben von Tom Devlin (Drawn & Quarterly)
- 2017 Love Is Love, herausgegeben von Sarah Gaydos und Jamie S. Rich (IDW/DC)
- 2018 Elements: Fire, A Comic Anthology by Creators of Color, herausgegeben von Taneka Stotts (Beyond Press)
- 2019 Puerto Rico Strong, herausgegeben von Marco Lopez, Desiree Rodriguez, Hazel Newlevant, Derek Ruiz und Neil Schwartz (Lion Forge)
- 2020 Drawing Power: Women’s Stories of Sexual Violence, Harassment, and Survival, herausgegeben von Diane Noomin (Abrams)
- 2021 Menopause: A Comic Treatment, herausgegeben von MK Czerwiec (Graphic Medicine/Pennsylvania State University Press)
- 2022 You Died: An Anthology of the Afterlife, herausgegeben von Kel McDonald und Andrea Purcell (Iron Circus)
- 2023 The Nib Magazine, herausgegeben von Matt Bors (Nib)
- 2024 Comics for Ukraine, herausgegeben von Scott Dunbler (Zoop)
- 2025 Godzilla’s 70th Anniversary, herausgegeben von Jake Williams und Anderen (IDW)

#### Best Webcomic (2017 – )
- 2017 Bird Boy von Anna Szabla
- 2018 The Tea Dragon Society von Kay O’Neill
- 2019 The Contradictions von Sophie Yanow
- 2020 Fried Rice von Erica Eng
- 2021 Friday von Ed Brubaker und Marcos Martin
- 2022 Lore Olympus von Rachel Smythe (Webtoon)
- 2023 Lore Olympus von Rachel Smythe (Webtoon)
- 2024 Lore Olympus von Rachel Smythe (Webtoon)
- 2025 Life After Life von Joshua Barkman

#### Best Digital Comic (2017 – )
- 2017 Bandette von Paul Tobin und Colleen Coover
- 2018 Harvey Kurtzman’s Marley’s Ghost von Harvey Kurtzman, Josh O’Neill, Shannon Wheeler und Gideon Kendall
- 2019 Umami von Ken Niimura
- 2020 Afterlift von Chip Zdarsky und Jason Loo
- 2021 Crisis Zone von Simon Hanselmann
- 2022 Snow Angels von Jeff Lemire und Jock
- 2023 Barnstormers von Scott Snyder und Tula Lotay (Comixology Originals)
- 2024 Friday Vol. 7-8 von Ed Brubaker und Marcos Martin (Panel Syndicate)
- 2025 My Journey to Her von Yuna Hirasawa (Kodansha)

#### Best Reality-Based Work (Beste, auf einer wahren Begebenheit basierende Geschichte) (2006 – )
- 2006 Nat Turner von Kyle Baker (Kyle Baker Publishing)
- 2007 Fun Home von Alison Bechdel (Houghton Mifflin)
- 2008 Satchel Paige: Striking Out Jim Crow von James Sturm und Rich Tommaso (Center for Cartoon Studies/Hyperion)
- 2009 What It Is von Lynda Barry (Drawn & Quarterly)
- 2010 A Drifting Life von Yoshihiro Tatsumi (Drawn & Quarterly)
- 2011 It Was the War of the Trenches von Jacques Tardi (Fantagraphics)
- 2012 Green River Killer: A True Detective Story von Jeff Jensen und Jonathan Case
- 2013 Annie Sullivan and the Trials of Helen Keller von Joseph Lambert (Center for Cartoon Studies/Disney Hyperion); The Carter Family: Don’t Forget This Song von Frank M. Young und David Lasky (Abrams ComicArts)
- 2014 The Fifth Beatle: The Brian Epstein Story von Vivek J. Tiwary, Andrew C. Robinson und Kyle Baker (M Press/Dark Horse)
- 2015 Hip Hop Family Tree, vol. 2 von Ed Piskor (Fantagraphics)
- 2016 March: Book Two von John Lewis, Andrew Aydin und Nate Powell (Top Shelf/IDW)
- 2017 March (Book Three) von John Lewis, Andrew Aydin und Nate Powell (Top Shelf)
- 2018 Spinning von Tillie Walden (First Second)
- 2019 Is This Guy For Real? The Unbelievable Andy Kaufman von Box Brown (First Second)
- 2020 They Called Us Enemy von George Takai, Justin Eisinger, Steven Scott und Harmony Becker (Top Shelf)
- 2021 Kent State: Four Dead in Ohio von Derf Backderf (Abrams)
- 2022 The Black Panther Party: A Graphic History von David F. Walker und Marcus Kwame Anderson (Ten Speed Press)
- 2023 Flung Out of Space von Grace Ellis und Hannah Templer (Abrams ComicArts)
- 2024 Three Rocks: The Story of Ernie Bushmiller: The Man Who Created Nancy von Bill Griffith (Abrams)
- 2025 Suffrage Song: The Haunted History of Gender, Race, and Voting Rights in the U.S. von Caitlin Cass (Fantagraphics)

#### Best Graphic Memoir (2021 – )
- 2021 The Loneliness of the Long-Distance Cartoonist von Adrian Tomine (Drawn & Quarterly)
- 2022 Run: Book One von John Lewis, Andrew Aydin, L. Fury und Nate Powell (Abrams)
- 2023 Ducks: Two Years in the Oil Sands von Kate Beaton (Drawn & Quarterly)
- 2024 Family Style: Memories of an American from Vietnam von Thien Pham (First Second/MacMillan)
- 2025 Feeding Ghosts: A Graphic Memoir von Tessa Hulls (MCD/Farrar, Straus & Giroux)

#### Best Graphic Album: New (Bester neuer Graphic Novel) (1991 – )
- 1991 Elektra Lives Again von Frank Miller und Lynn Varley (Marvel)
- 1992 To the Heart of the Storm von Will Eisner (Kitchen Sink)
- 1993 Signal to Noise von Neil Gaiman und Dave McKean (VG Graphics/Dark Horse)
- 1994 A Small Killing von Alan Moore und Oscar Zarate (Dark Horse)
- 1995 Fairy Tales of Oscar Wilde Vol. 2 von P. Craig Russell (NBM)
- 1996 Stuck Rubber Baby von Howard Cruse (Paradox Press)
- 1997 Fax from Sarajevo von Joe Kubert (Dark Horse Books)
- 1998 Batman & Superman Adventures: World’s Finest von Paul Dini, Joe Staton und Terry Beatty (DC)
- 1999 Superman: Peace on Earth von Paul Dini und Alex Ross (DC)
- 2000 Acme Novelty Library Nr. 13 von Chris Ware (Fantagraphics)
- 2001 Safe Area Goražde von Joe Sacco
- 2002 The Name of the Game von Will Eisner (DC)
- 2003 One! Hundred! Demons! von Lynda Barry (Sasquatch Books)
- 2004 Blankets von Craig Thompson (Top Shelf)
- 2005 The Originals von Dave Gibbons (Vertigo/DC)
- 2006 Top 10: The Forty-Niners von Alan Moore und Gene Ha (ABC)
- 2007 American Born Chinese von Gene Luen Yang (First Second)
- 2008 Exit Wounds von Rutu Modan (Drawn & Quarterly)
- 2009 Swallow Me Whole von Nate Powell (Top Shelf)
- 2010 Asterios Polyp von David Mazzucchelli (Pantheon)
- 2011 Return of the Dapper Men von Jim McCann und Janet Lee (Archaia); Wilson von Daniel Clowes (Drawn & Quarterly)
- 2012 Jim Hensons Tale of Sand adaptiert von Ramón K. Pérez (Archaia)
- 2013 Building Stories von Chris Ware (Pantheon)
- 2014 The Property von Rutu Modan (Drawn & Quarterly)
- 2015 This One Summer von Mariko Tamaki und Jillian Tamaki (First Second)
- 2016 Ruins von Peter Kuper (SelfMadeHero)
- 2017 Wonder Woman: The True Amazon von Jill Thompson (DC Comics)
- 2018 My Favorite Thing Is Monsters von Emil Ferris (Fantagraphics)
- 2019 My Heroes Have Always Been Junkies von Ed Brubaker und Sean Phillips (Image)
- 2020 Are You Listening? von Tillie Walden (First Second/Macmillan)
- 2021 Pulp von Ed Brubaker und Sean Phillips (Image)
- 2022 Monsters von Barry Windsor-Smith (Fantagraphics)
- 2023 The Night Eaters, Book 1: She Eats the Night von Marjorie Liu und Sana Takeda (Abrams ComicArts)
- 2024 Roaming von Mariko Tamaki und Jillian Tamaki (Drawn & Quarterly)
- 2025 Lunar New Year Love Story von Gene Luen Yang und LeUyen Pham (First Second/Macmillan)

#### Best Graphic Album: Reprint (Bester nachgedruckter Graphic Novel) (1991 – )
- 1991 Sandman: The Doll’s House von Neil Gaiman u. a. (DC)
- 1992 Maus II von Art Spiegelman (Pantheon Books)
- 1993 Sin City von Frank Miller (Dark Horse)
- 1994 Cerebus: Flight von Dave Sim und Gerhard (Aardvark-Vanaheim)
- 1995 Hellboy: Seed of Destruction von Mike Mignola (Dark Horse)
- 1996 The Tale of One Bad Rat von Bryan Talbot (Dark Horse)
- 1997 Stray Bullets: Innocence of Nihilism von David Lapham (El Capitan)
- 1998 Sin City: That Yellow Bastard von Frank Miller (Dark Horse)
- 1999 Batman: The Long Halloween von Jeph Loeb und Tim Sale (DC)
- 2000 From Hell von Alan Moore und Eddie Campbell (Eddie Campbell Comics)
- 2001 Jimmy Corrigan von Chris Ware (Pantheon)
- 2002 Batman: Dark Victory von Jeph Loeb und Tim Sale (DC)
- 2003 Batman: Black and White Vol. 2, herausgegeben von Mark Chiarello und Nick J. Napolitano (DC)
- 2004 Batman Adventures: Dangerous Dames und Demons von Paul Dini, Bruce Timm u. a. (DC)
- 2005 Bone One Volume Edition von Jeff Smith (Cartoon Books)
- 2006 Black Hole von Charles Burns (Pantheon)
- 2007 Absolute DC: The New Frontier von Darwyn Cooke (DC)
- 2008 Mouse Guard: Fall 1152, von David Petersen (Archaia)
- 2009 Hellboy Library Edition Bd. 1 und 2 von Mike Mignola (Dark Horse)
- 2010 Absolute Justice von Alex Ross, Jim Krueger und Doug Braithwaite (DC)
- 2011 Wednesday Comics, herausgegeben von Mark Chiarello (DC)
- 2012 Richard Stark’s Parker: The Martini Edition von Darwyn Cooke (IDW)
- 2013 King City von Brandon Graham (TokyoPop/Image)
- 2014 RASL von Jeff Smith (Cartoon Books)
- 2015 Through the Woods von Emily Carroll (McElderry Books)
- 2016 Nimona von Noelle Stevenson (Harper)
- 2017 Demon von Jason Shiga (First Second)
- 2018 Boundless von Jillian Tamaki (Drawn & Quarterly)
- 2019 The Vision von Tom King, Gabriel Hernandez Walta und Michael Walsh (Marvel)
- 2020 LaGuardia von Nnedi Okofaror und Tana Ford (Berger Books/Dark Horse)
- 2021 Seeds and Stems von Simon Hanselmann (Fantagraphics)
- 2022 The Complete American Gods von Neil Gaiman, P. Craig Russell und Scott Hampton (Dark Horse)
- 2023 Parker: The Martini Edition—Last Call von Richard Stark, Darwyn Cooke, Ed Brubaker und Sean Phillips (IDW Publishing)
- 2024 Hip Hop Family Tree: The Omnibus von Ed Piskor (Fantagraphics) und Wonder Woman Historia: The Amazons von Kelly Sue DeConnick, Phil Jimenez, Gene Ha und Nicola Scott (DC)
- 2025 The One Hand and The Six Fingers von Ram V, Dan Watters, Laurence Campbell und Sumit Kumar (Image)

#### Best Adaptation from Another Medium (2022 – )
- 2022 George Orwell’s 1984: The Graphic Novel adaptiert von Fido Nesti (Mariner Books)
- 2023 Chivalry by Neil Gaiman adaptiert von Colleen Doran (Dark Horse Comics)
- 2024 Watership Down adaptiert von James Sturm und Joe Sutphin (DC)
- 2025 The Road von Cormac McCarthy, adaptiert von Manu Larcenet (Abrams)

#### Best Archival Collection/Project – Comic Strips (Beste archivalische Sammlung – Zeitungsstrips) (2006 – )
- 2006 The Complete Calvin und Hobbes von Bill Watterson (Andrews McMeel)
- 2007 The Complete Peanuts, 1959–1960, 1961–1962 von Charles M. Schulz (Fantagraphics)
- 2008 The Complete Terry and the Pirates Vol. 1 von Milton Caniff (IDW)
- 2009 Little Nemo in Slumberland, Many More Splendid Sundays von Winsor McCay (Sunday Press Books)
- 2010 Bloom County: The Complete Library Vol. 1 von Berkeley Breathed, herausgegeben von Scott Dunbier (IDW)
- 2011 Archie: The Complete Daily Newspaper Strips 1946–1948 von Bob Montana, herausgegeben von Greg Goldstein (IDW)
- 2012 Walt Disney’s Mickey Mouse Vol. 1–2 von Floyd Gottfredson, herausgegeben von David Gerstein und Gary Groth (Fantagraphics)
- 2013 Pogo, Vol. 2: Bona Fide Balderdash von Walt Kelly, herausgegeben von Carolyn Kelly und Kim Thompson (Fantagraphics)
- 2014 Tarzan: The Complete Russ Manning Newspaper Strips Vol. 1, herausgegeben von Dean Mullaney (LOAC/IDW)
- 2015 Winsor McCay’s Complete Little Nemo, herausgegeben von Alexander Braun (TASCHEN)
- 2016 The Eternaut, von Héctor Germán Oesterheld und Francisco Solano López, herausgegeben von Gary Groth und Kristy Valenti (Fantagraphics)
- 2017 Chester Gould’s Dick Tracy, Colorful Cases of the 1930s, herausgegeben von Peter Maresca (Sunday Press)
- 2018 Celebrating Snoopy von Charles M. Schulz, herausgegeben von Alexis E. Fajardo und Dorothy O’Brien (Andrews McMeel)
- 2019 Star Wars: Classic Newspaper Strips, Vol. 3, von Archie Goodwin und Al Williamson, herausgegeben von Dean Mullaney (Library of American Comics/IDW)
- 2020 Krazy Kat: The Complete Color Sundays von George Herriman, herausgegeben von Alexander Braun (TASCHEN)
- 2021 The Flapper Queens: Women Cartoonists of the Jazz Age, herausgegeben von Trina Robbins (Fantagraphics)
- 2022 Popeye: The E.C. Segar Sundays Vol. 1 von E.C. Segar, herausgegeben von Gary Groth und Conrad Groth (Fantagraphics)
- 2023 Come Over Come Over, It’s So Magic, and My Perfect Life, herausgegeben von Lynda Barry (Drawn & Quarterly)
- 2024 Dauntless Dames: High-Heeled Heroes of the Comic Strips, herausgegeben von Peter Maresca und Trina Robbins (Fantagraphics)
- 2025 Thorn: The Complete Proto-BONE Strips 1982–1986, and Other Early Drawings von Jeff Smith (Cartoon Books)

#### Best Archival Collection/Project – Comic Books (Beste archivalische Sammlung – Comic) (2006 – )
- 2006 Absolute Watchmen von Alan Moore und Dave Gibbons (DC)
- 2007 Absolute Sandman Vol. 1 von Neil Gaiman u. a. (Vertigo/DC)
- 2008 I Shall Destroy All the Civilized Planets! von Fletcher Hanks (Fantagraphics)
- 2009 Creepy Archives (Dark Horse)
- 2010 The Rocketeer: The Complete Adventures deluxe edition von Dave Stevens, herausgegeben von Scott Dunbier (IDW)
- 2011 The Rocketeer Artist’s Edition von Dave Stevens, herausgegeben von Scott Dunbier (IDW)
- 2012 Walt Simonson’s The Mighty Thor Artist’s Edition, herausgegeben von Scott Dunbier (IDW)
- 2013 David Mazzucchelli's Daredevil Born Again: Artist’s Edition, herausgegeben von Scott Dunbier (IDW)
- 2014 Will Eisner’s The Spirit Artist’s Edition, herausgegeben von Scott Dunbier (IDW)
- 2015 Nick Fury Agent of S.H.I.E.L.D. Artist’s Edition, herausgegeben von Scott Dunbier (IDW)
- 2016 Walt Kelly’s Fairy Tales, herausgegeben von Craig Yoe (IDW)
- 2017 The Complete Wimmen’s Comix, herausgegeben von Trina Robbins, Gary Groth und J. Michael Catron (Fantagraphics)
- 2018 Akira 35th Anniversary Edition von Katsuhiro Otomo, herausgegeben von Haruko Hashimoto, Ajani Oloye und Lauren Scanlan (Kodansha)
- 2019 Bill Sienkiewicz's Mutants and Moon Knights… And Assassins… Artifact Edition, herausgegeben von Scott Dunbier (IDW)
- 2020 Stan Sakai's Usagi Yojimbo: The Complete Grasscutter Artist Select von Stan Sakai, herausgegeben von Scott Dunbier (IDW)
- 2021 The Complete Hate von Peter Bagge, herausgegeben von Eric Reynolds (Fantagraphics)
- 2022 EC Covers Artist’s Edition, herausgegeben von Scott Dunbier (IDW)
- 2023 The Fantastic Worlds of Frank Frazetta, herausgegeben von Dian Hansen (Taschen)
- 2024 All-Negro Comics 75th Anniversary Edition, herausgegeben von Chris Robinson (Very Good Books)
- 2025 David Mazzucchelli’s Batman Year One Artist’s Edition von Frank Miller und David Mazzucchelli, herausgegeben von Scott Dunbier (IDW)

#### Best Humor Publication (Beste humoristische Publikation) (1992 – )
- 1992 Groo the Wanderer von Mark Evanier und Sergio Aragonés (Marvel/Epic)
- 1993 Bone von Jeff Smith (Cartoon Press)
- 1994 Bone von Jeff Smith (Cartoon Books)
- 1995 Bone von Jeff Smith (Cartoon Books)
- 1996 Milk & Cheese #666 von Evan Dorkin (Slave Labor)
- 1997 Sergio Aragones Destroys DC (DC) und Sergio Aragonés Massacres Marvel (Marvel) von Mark Evanier und Sergio Aragonés
- 1998 Gon Swimmin'  von Masashi Tanaka (Paradox Press)
- 1999 Sergio Aragones Groo von Sergio Aragonés und Mark Evanier (Dark Horse)
- 2000 Bart Simpson’s Treehouse of Horror von Jill Thompson, Oscar Gonzalez Loyo, Steve Steere junior, Scott Shaw, Sergio Aragonés und Doug TenNapel (Bongo)
- 2001 Sock Monkey Vol. 3 von Tony Millionaire (Dark Horse/Maverick)
- 2002 Radioactive Man von Batton Lash, Abel Laxamana, Dan DeCarlo, Mike DeCarlo und Bob Smith (Bongo)
- 2003 The Amazing Screw-On Head von Mike Mignola (Dark Horse)
- 2004 Formerly Known as the Justice League von Keith Giffen, J.M. DeMatteis, Kevin Maguire und Joe Rubinstein (DC)
- 2005 The Goon von Eric Powell
- 2007 Flaming Carrot Comics von Bob Burden (Desperado/Image)
- 2008 Perry Bible Fellowship: The Trial of Colonel Sweeto and Other Stories von Nicholas Gurewitch (Dark Horse)
- 2009 Herbie Archives von „Sean O’Shea“ (Richard E. Hughes) und Ogden Whitney (Dark Horse)
- 2010 Scott Pilgrim Vol. 5: Scott Pilgrim vs. the Universe von Bryan Lee O’Malley (Oni)
- 2011 I Thought You Would Be Funnier von Shannon Wheeler (BOOM!)
- 2012 Milk & Cheese: Dairy Products Gone Bad von Evan Dorkin (Dark Horse Books)
- 2013 Darth Vader and Son von Jeffrey Brown (Chronicle)
- 2014 Vader’s Little Princess von Jeffrey Brown (Chronicle)
- 2015 The Complete Cul de Sac von Richard Thompson (Andrews McMeel)
- 2016 Step Aside, Pops: A Hark! A Vagrant Collection von Kate Beaton (Drawn & Quarterly)
- 2017 Jughead von Chip Zdarsky, Ryan North, Erica Henderson und Derek Charm (Archie)
- 2018 Baking with Kafka von Tom Gauld (Drawn & Quarterly)
- 2019 Giant Days von John Allison, Max Sarin und Julia Madrigal (BOOM! Box)
- 2020 The Way of the Househusband von Kousuke Oono (Viz)
- 2021 Superman's Pal Jimmy Olsen von Matt Fraction und Steve Lieber (DC)
- 2022 Not All Robots von Mark Russell und Mike Deodato Jr. (AWA Upshot)
- 2023 Revenge of the Librarians von Tom Gauld (Drawn & Quarterly)
- 2024 It’s Jeff: The Jeff-Verse Nr. 1 von Kelly Thopson und Gurihiru (Marvel)
- 2025 Processing: 100 Comics That Got Me Through It von Tara Booth (Drawn & Quarterly)

#### Best U.S. Edition of International Material (Beste US-Ausgabe internationalen Materials) (1998 – )
- 1998 Gon Swimmin'  von Masashi Tanaka (Paradox Press)
- 1999 Star Wars: A New Hope--Manga von Hisao Tamaki (Dark Horse)
- 2000 Blade of the Immortal von Hiroaki Samura (Dark Horse)
- 2001 Lone Wolf & Cub von Kazuo Koike und Gōseki Kojima (Dark Horse)
- 2002 Akira von Katsuhiro Otomo (Dark Horse)
- 2003 Dr. Jekyll & Mr. Hyde von Robert Louis Stevenson, adaptiert von Jerry Kramsky und Lorenzo Mattotti (NBM)
- 2004 Buddha Vol. 1 und 2, von Osamu Tezuka (Vertical)
- 2005 Buddha Vol. 3 und 4 von Osamu Tezuka (Vertical)
- 2006 The Rabbi’s Cat von Joann Sfar (Pantheon)
- 2007 The Left Bank Gang von Jason (Fantagraphics)
- 2008 I Killed Adolf Hitler von Jason (Fantagraphics)
- 2009 The Last Musketeer von Jason (Fantagraphics)
- 2010 The Photographer von Emmanuel Guibert, Didier Lefèvre und Frédéric Lemerier (First Second)
- 2011 It Was the War of the Trenches von Jacques Tardi (Fantagraphics)
- 2012 The Manara Library, Vol. 1: Indian Summer and Other Stories von Milo Manara und Hugo Pratt (Dark Horse Books)
- 2013 Blacksad: Silent Hell von Juan Diaz Canales und Juanjo Guarnido (Dark Horse)
- 2014 Goddam This War! von Jacques Tardi und Jean-Pierre Verney (Fantagraphics)
- 2015 Blacksad: Amarillo von Juan Díaz Canales und Juanjo Guarnido (Dark Horse)
- 2016 The Realist von Asaf Hanuka (BOOM! Studios/Archaia)
- 2017 Moebius Library: The World of Edena von Jean “Moebius” Giraud u. a. (Dark Horse)
- 2018 Run for It: Stories of Slaves Who Fought for the Freedom von Marcelo D'Salete (Fantagraphics)
- 2019 Brazen: Rebel Ladies Who Rocked the World von Pénélope Bagieu, übersetzt von Montana Kane (First Second)
- 2020 The House von Paco Roca, übersetzt von Andrea Rosenberg (Fantagraphics)
- 2021 Goblin Girl von Moa Romanova, übersetzt von Melissa Bowers (Fantagraphics)
- 2022 The Shadow of a Man von Benoît Peeters und François Schuiten, übersetzt von Stephen D. Smith (IDW)
- 2023 Blacksad: They All Fall Down Part 1 von Juan Díaz Canales und Juanjo Guarnido, übersetzt von Diana Schutz und Brandon Kander (Dark Horse)
- 2024 Blacksad: They All Fall Down Part 2 von Juan Díaz Canales und Juanjo Guarnido, übersetzt von Diana Schutz und Brandon Kander (Dark Horse)
- 2025 The Jellyfish von Boum, übersetzt von Robin Lang und Helge Dascher (Pow Pow Press)

#### Best U.S. Edition of International Material – Asia (Beste US-Ausgabe internationalen Materials – Asien) (2007 – )
- 2007 Old Boy von Garon Tsuchiya und Nobuaki Minegishi (Dark Horse Manga)
- 2008 Tekkon Kinkreet von Taiyō Matsumoto (Viz)
- 2009 Dororo von Osamu Tezuka (Vertical)
- 2010 A Drifting Life von Yoshihiro Tatsumi (Drawn & Quarterly)
- 2011 20th Century Boys von Naoki Urasawa (Viz)
- 2012 Onward Towards Our Noble Deaths von Shigeru Mizuki (Drawn & Quarterly)
- 2013 20th Century Boys von Naoki Urasawa (VIZ Media)
- 2014 Asia: The Mysterious Underground Men von Osamu Tezuka (PictureBox)
- 2015 Asia: Showa 1939–1944 und Showa 1944–1953: A History of Japan von Shigeru Mizuki (Drawn & Quarterly)
- 2016 Showa, 1953–1989: A History of Japan von Shigeru Mizuki (Drawn & Quarterly)
- 2017 The Art of Charlie Chan Hock Chye von Sonny Liew (Pantheon)
- 2018 My Brother’s Husband Vol. 1 von Gengoroh Tagame (Pantheon)
- 2019 Tokyo Tarareba Girls von Akiko Higashimura (Kodansha)
- 2020 Cats of the Louvre von Taiyo Matsumoto, übersetzt von Michael Arias (Viz) und Witch Hat Atelier von Kamome Shirahama, übersetzt von Stephen Kohler (Kodansha)
- 2021 Remina von Junji Ito, übersetzt von by Jocelyne Allen (VIZ Media)
- 2022 Lovesickness: Junji Ito Story Collection von Junji Ito, übersetzt von Jocelyne Allen (VIZ Media)
- 2023 Shuna's Journey* 2022  von Hayao Miyazaki, übersetzt von Alex Dudok de Wit (First Second/Macmillan)
- 2024 My Picture Diary von Fujiwara Maki, übersetzt von Ryan Holmberg (Drawn & Quarterly)
- 2025 Tokyo These Days von Taiyo Matsumoto, übersetzt von Michael Arias (VIZ Media)

#### Best Comics-Related Periodical/Publication (1992 – )
- 1992 Comics Buyer’s Guide (Krause)
- 1993 Comics Buyer’s Guide (Krause Publications)
- 1995 Hero Illustrated (Warrior Publications)
- 1996 The Comics Journal (Fantagraphics)
- 1997 The Comics Journal (Fantagraphics)
- 1998 The Comics Journal (Fantagraphics)
- 1999 The Comics Journal (Fantagraphics)
- 2000 Comic Book Artist (TwoMorrows)
- 2001 wurde in dieser Kategorie kein Preis vergeben.
- 2002 Comic Book Artist (TwoMorrows)
- 2004 Comic Book Artist, herausgegeben von Jon B. Cooke (Top Shelf)
- 2005 Comic Book Artist, herausgegeben von Jon B. Cooke (Top Shelf)
- 2006 Comic Book Artist, herausgegeben von Jon B. Cooke (Top Shelf)
- 2007 Alter Ego, herausgegeben von Roy Thomas (TwoMorrows)
- 2008 Newsarama, von Matt Brady und Michael Doran
- 2009 Comic Book Resources, von Jonah Weiland
- 2010 The Comics Reporter, von Tom Spurgeon
- 2011 Comic Book Resources, von Jonah Weiland
- 2012 The Comics Reporter, von Tom Spurgeon
- 2013 The Comics Reporter, von Tom Spurgeon
- 2014 Comic Book Resources, von Jonah Weiland
- 2015 Comics Alliance, von Andy Khouri, Caleb Goellner, Andrew Wheeler und Joe Hughes
- 2016 Hogan’s Alley, von Tom Heintjes
- 2017 The A.V. Club comics coverage von Oliver Sava u. a.
- 2018 The Comics Journal, von Dan Nadel, Timothy Hodler und Tucker Stone
- 2019 Back Issue, herausgegeben von Michael Eury (TwoMorrows); PanelxPanel, herausgegeben von Hassan Otsmane-Elhaou
- 2020 WomenWriteAboutComics.com, herausgegeben von Nola Pfau und Wendy Browne
- 2021 WomenWriteAboutComics.com, herausgegeben von Nola Pfau und Wendy Browne
- 2022 WomenWriteAboutComics.com, herausgegeben von Nola Pfau und Wendy Browne
- 2023 PanelXPanel magazine, herausgegeben von Hassan Otsmane-Elhaou und Tiffany Babb (panelxpanel.com)
- 2024 The Comics Journal Nr. 309, herausgegeben von Gary Groth, Kristy Valenti und Austin English (Fantagraphics)
- 2025 The Beat, herausgegeben von Heidi MacDonald und Anderen

#### Best Academic/Scholarly Work (2012 – )
- 2012 Cartooning: Philosophy & Practice, von Ivan Brunetti (Yale University Press); Hand of Fire: The Comics Art of Jack Kirby, von Charles Hatfield (University Press of Mississippi)
- 2013 Lynda Barry: Girlhood Through the Looking Glass, von Susan E. Kirtley (University Press of Mississippi)
- 2014 Black Comics: Politics of Race and Representation, herausgegeben von Sheena C. Howard und Ronald L. Jackson II (Bloomsbury)
- 2015 Graphic Details: Jewish Women’s Confessional Comics in Essays and Interviews, herausgegeben von Sarah Lightman (McFarland)
- 2016 The Blacker the Ink: Constructions of Black Identity in Comics and Sequential Art, herausgegeben von Frances Gateward und John Jennings (Rutgers)
- 2017 Superwomen: Gender, Power, and Representation von Carolyn Cocca (Bloomsbury)
- 2018 Latinx Superheroes in Mainstream Comics von Frederick Luis Aldama (University of Arizona Press)
- 2019 Sweet Little C*nt: The Graphic Work of Julie Doucet von Anne Elizabeth Moore (Uncivilized Books)
- 2020 EC Comics: Race, Shock, and Social Protest von Qiana Whitted (Rutgers University Press)
- 2021 The Content of Our Caricature: African American Comic Art and Political Belonging von Rebecca Wanzo (New York University Press)
- 2022 Comics and the Origins of Manga: A Revisionist History von Eike Exner (Rutgers University Press)
- 2023 The LGBTQ+ Comics Studies Reader: Critical Openings, Future Directions, herausgegeben von Alison Halsall und Jonathan Warren (University Press of Mississippi)
- 2024 The Claremont Run: Subverting Gender in the X-Men von J. Andrew Deman (University of Texas Press)
- 2025 Drawing (in) the Feminine: Bande Dessinée and Women, herausgegeben von Margaret C. Flinn (Ohio State University Press)

#### Best Comics-Related Book (1992 – )
- 1992 From „Aargh!“ to „Zap!“: Harvey Kurtzman's Visual History of the Comics, herausgegeben von Howard Zimmerman (Prentice Hall Press)
- 1994 Understanding Comics, von Scott McCloud (Kitchen Sink)
- 1996 Alex Toth, herausgegeben von Manuel Auad (Kitchen Sink)
- 1997 Graphic Storytelling von Will Eisner (Poorhouse Press)
- 1998 The R. Crumb Coffee Table Art Book, herausgegeben von Pete Poplaski (Kitchen Sink)
- 1999 Batman: Animated, von Paul Dini und Chip Kidd (HarperCollins)
- 2000 The Sandman: The Dream Hunters, von Neil Gaiman und Yoshitaka Amano (DC/Vertigo)
- 2001 Wonder Woman: The Complete History, von Les Daniels, herausgegeben von Steve Korte (Chronicle Books)
- 2002 Peanuts: The Art of Charles M. Schulz, herausgegeben von Chip Kidd (Pantheon)
- 2004 The Art of Hellboy, von Mike Mignola (Dark Horse)
- 2005 Men of Tomorrow: Geeks, Gangsters, and the Birth of the Comic Book, von Gerard Jones (Basic Books)
- 2006 Eisner/Miller, herausgegeben von Charles Brownstein und Diana Schutz (Dark Horse Books)
- 2007 The Art of Brian Bolland, herausgegeben von Joe Pruett (Desperado/Image)
- 2008 Reading Comics: How Graphic Novels Work and What They Mean, von Douglas Wolk (Da Capo Press)
- 2009 Kirby: King of Comics, von Mark Evanier (Abrams)
- 2010 The Art of Harvey Kurtzman: The Mad Genius of Comics, von Denis Kitchen und Paul Buhle (Abrams ComicArts)
- 2011 75 Years of DC Comics: The Art of Modern Mythmaking, von Paul Levitz (TASCHEN)
- 2012 MetaMaus, von Art Spiegelman (Pantheon)
- 2013 Marvel Comics: The Untold Story, von Sean Howe (HarperCollins)
- 2014 Genius, Illustrated: The Life and Art of Alex Toth, von Dean Mullaney und Bruce Canwell (LOAC/IDW)
- 2015 Genius, Illustrated: The Life and Art of Alex Toth, Vol. 3, von Dean Mullaney und Bruce Canwell (LOAC/IDW)
- 2016 Harvey Kurtzman: The Man Who Created MAD and Revolutionized Humor in America, von Bill Schelly (Fantagraphics)
- 2017 Krazy: George Herriman, A Life in Black and White von Michael Tisserand (Harper)
- 2018 How to Read Nancy: The Elements of Comics in Three Easy Panels von Paul Karasik und Mark Newgarden (Fantagraphics)
- 2019 Drawn to Purpose: American Women Illustrators and Cartoonists von Martha H. Kennedy (University Press of Mississippi)
- 2020 Making Comics von Lynda Barry (Drawn & Quarterly)
- 2021 Invisible Men: The Trailblazing Black Artists of Comic Books von Ken Quattro (Yoe Books/IDW)
- 2022 All of the Marvels von Douglas Wolk (Penguin Press)
- 2023 Charles M. Schulz: The Art and Life of the Peanuts Creator in 100 Objects von Benjamin L. Clark und Nat Gertler (Schulz Museum)
- 2024 I Am the Law: How Judge Dredd Predicted Our Future von Michael Molcher (Rebellion)
- 2025 Tell Me a Story Where the Bad Girl Wins: The Life and Art of Barbara Shermund von Caitlin McGurk (Fantagraphics)

#### Best Publication Design (1993 – )
- 1993 Sandman: Season of Mists von Neil Gaiman u. a., entworfen von Dave McKean (DC)
- 1994 Marvels, Richard Starkings/Comicraft (Marvel)
- 1995 The Acme Novelty Library, entworfen von Chris Ware (Fantagraphics)
- 1996 The Acme Novelty Library, entworfen von Chris Ware (Fantagraphics)
- 1997 The Acme Novelty Library Nr. 7, entworfen von Chris Ware (Fantagraphics)
- 1998 Kingdom Come deluxe slipcover edition, Art Director Bob Chapman/DC Design Director Georg Brewer (DC Comics/Graphitti Designs)
- 1999 Batman Animated, entworfen von Chip Kidd (HarperCollins)
- 2000 300, entworfen von Mark Cox (Dark Horse)
- 2001 Jimmy Corrigan, entworfen von Chris Ware (Pantheon)
- 2002 Acme Novelty Library Nr. 15, entworfen von Chris Ware (Fantagraphics)
- 2003 Batman: Nine Lives, entworfen von Amie Brockway-Metcalf (DC)
- 2004 Mythology: The DC Comics Art of Alex Ross, entworfen von Chip Kidd (Pantheon)
- 2005 The Complete Peanuts, entworfen von Seth (Fantagraphics)
- 2006 Acme Novelty Library Annual Report to Shareholders, entworfen von Chris Ware (Pantheon), und Little Nemo in Slumberland: So Many Splendid Sundays, entworfen von Philippe Ghielmetti (Sunday Press Books) (Gleichstand)
- 2007 Absolute DC: The New Frontier, entworfen von Darwyn Cooke (DC)
- 2008 Process Recess 2, entworfen von James Jean und Chris Pitzer (AdHouse)
- 2009 Hellboy Library Editions, entworfen von Cary Grazzini und Mike Mignola (Dark Horse)
- 2010 Absolute Justice, entworfen von Curtis King und Josh Beatman (DC)
- 2011 The Rocketeer Artist’s Edition, entworfen von Randall Dahlk (IDW)
- 2012 Jim Henson’s Tale of Sand, entworfen von Eric Skillman (Archaia)
- 2013 Building Stories, entworfen von Chris Ware (Pantheon)
- 2014 Genius, Illustrated: The Life and Art of Alex Toth, entworfen von Dean Mullaney (LOAC/IDW)
- 2015 Little Nemo: Dream Another Dream, entworfen von Jim Rugg (Locust Moon)
- 2016 The Sandman Gallery Edition, entworfen von Josh Beatman (Graphitti Designs/DC)
- 2017 The Art of Charlie Chan Hock Chye, entworfen von Sonny Liew (Pantheon)
- 2018 Akira 35th Anniversary Edition, entworfen von Phil Balsman und Akira Saito (Kodansha)
- 2019 Will Eisner's A Contract with God: Curator's Collection, entworfen von John Lind (Kitchen Sink/Dark Horse)
- 2020 Making Comics, entworfen von Lynda Barry (Drawn & Quarterly)
- 2021 The Loneliness of the Long-Distance Cartoonist, entworfen von Adrian Tomine und Tracy Hurren (Drawn & Quarterly)
- 2022 Marvel Comics Library: Spider-Man Vol. 1: 1962–1964 (Taschen)
- 2023 Parker: The Martini Edition—Last Call, entworfen von Sean Phillips (IDW)
- 2024 Bram Stoker’s Dracula und Mary Shelley’s Frankenstein (boxed set), entworfen von Mike Kennedy (Magnetic Press)
- 2025 David Mazzucchelli’s Batman Year One Artist’s Edition, entworfen von Chip Kidd (IDW)

### Ehemalige Preiskategorien

#### Best Single Issue/Single Story (Beste einzelne Ausgabe/Geschichte) (1988–2008)
- 1988 Gumby Summer Fun Special Nr. 1 von Bob Burden und Art Adams (Comico)
- 1989 Kings in Disguise Nr. 1 von James Vance und Dan Burr (Kitchen Sink)
- 1991 Concrete Celebrates Earth Day von Paul Chadwick, Charles Vess und Jean Giraud (auch bekannt als Moebius) (Dark Horse)
- 1992 The Sandman Nr. 22–28 von Neil Gaiman u. a. (DC)
- 1993 Nexus: The Origin von Mike Baron und Steve Rude (Dark Horse)
- 1994 Batman Adventures von Paul Dini und Bruce Timm (DC)
- 1995 Batman Adventures Holiday Special von Paul Dini, Bruce Timm, Ronnie del Carmen u. a. (DC)
- 1996 Kurt Busiek’s Astro City 4: „Safeguards“ von Kurt Busiek und Brent Anderson (Jukebox Productions/Image)
- 1997 Kurt Busiek’s Astro City, Vol. 2, Nr. 1: „Welcome to Astro City“ von Kurt Busiek, Brent Anderson und Will Blyberg (Jukebox Productions/Homage)
- 1998 Kurt Busiek’s Astro City Vol. 2, Nr. 10: „Show 'Em All“ von Kurt Busiek, Brent Anderson und Will Blyberg (Jukebox Productions/Homage)
- 1999 Hitman Nr. 34: „Of Thee I Sing“ von Garth Ennis, John McCrea und Garry Leach (DC)
- 2000 Tom Strong Nr. 1: „How Tom Strong Got Started“ von Alan Moore, Chris Sprouse und Al Gordon (ABC)
- 2001 Promethea Nr. 10: „Sex, Stars, and Serpents“ von Alan Moore, J. H. Williams III und Mick Gray (ABC)
- 2002 Eightball Nr. 22 von Daniel Clowes (Fantagraphics)
- 2003 The Stuff of Dreams von Kim Deitch (Fantagraphics)
- 2004 Conan The Legend Nr. 0 von Kurt Busiek und Cary Nord (Dark Horse) und The Goon Nr. 1 von Eric Powell (Dark Horse) – (Gleichstand)
- 2005 Eightball Nr. 23: „The Death Ray“ von Daniel Clowes (Fantagraphics)
- 2006 Solo Nr. 5 von Darwyn Cooke (DC)
- 2007 Batman/The Spirit Nr. 1 von Jeph Loeb und Darwyn Cooke (DC)
- 2008 Justice League of America Nr. 11: „Walls“ von Brad Meltzer und Gene Ha (DC)

#### Best Serialized Story (Beste als Serie konzipierte Story) (1993–2006)
- 1993 „From Hell“ von Alan Moore und Eddie Campbell in Taboo (SpiderBaby Graphix/Tundra Press)
- 1994 „Bone: The Great Cow Race“ Nr. 7–11 von Jeff Smith (Cartoon Books)
- 1995 „The Life and Times of Scrooge McDuck“ von Don Rosa, in Uncle Scrooge Nr. 285–296 (Egmont)
- 1996 Strangers in Paradise Nr. 1–8 von Terry Moore (Abstract Studios)
- 1997 Starman Nr. 20–23: „Sand and Stars“ von James Dale Robinson, Tony Harris, Guy Davis und Wade von Grawbadger (DC)
- 1998 Kurt Busiek’s Astro City Nr. 4–9: „Confession“ von Kurt Busiek, Brent Anderson und Will Blyberg (Jukebox Productions/Homage)
- 1999 Usagi Yojimbo Nr. 13–22: „Grasscutter“ von Stan Sakai (Dark Horse)
- 2000 Tom Strong Nr. 4–7 von Alan Moore, Chris Sprouse, Al Gordon u. a. (ABC)
- 2001 100 Bullets Nr. 15–18: „Hang Up on the Hang Low“ von Brian Azzarello und Eduardo Risso (DC/Vertigo)
- 2002 Amazing Spider-Man Nr. 30–35: „Coming Home“ von J. Michael Straczynski, John Romita junior und Scott Hanna (Marvel)
- 2003 Fables Nr. 1–5: „Legends in Exile“ von Bill Willingham, Lan Medina und Steve Leialoha (DC/Vertigo)
- 2004 Gotham Central Nr. 6–10: „Half a Life“ von Greg Rucka und Michael Lark (DC)
- 2005 Fables Nr. 19–27: „March of the Wooden Soldiers“ von Bill Willingham, Mark Buckingham und Steve Leialoha (Vertigo/DC)
- 2006 Fables Nr. 36–38, 40–41: „Return to the Homelands“ von Bill Willingham, Mark Buckingham und Steve Leialoha (Vertigo/DC)

#### Best Finite Series/Limited Series (Beste abgeschlossene Serie) (1988–2009)
- 1988 Watchmen von Alan Moore und Dave Gibbons (DC)
- 1989 Silver Surfer von Stan Lee und Jean Giraud (Marvel)
- 1991 Give Me Liberty von Frank Miller und Dave Gibbons (Dark Horse)
- 1992 Concrete: Fragile Creature von Paul Chadwick (Dark Horse)
- 1993 Grendel: War Child von Matt Wagner und Patrick McEown (Dark Horse)
- 1994 Marvels von Kurt Busiek und Alex Ross (Marvel)
- 1995 Sin City: A Dame to Kill for von Frank Miller (Dark Horse)
- 1996 Sin City: The Big Fat Kill von Frank Miller (Dark Horse)
- 1997 Kingdom Come von Mark Waid und Alex Ross (DC)
- 1998 Batman:The Long Halloween von Jeph Loeb und Tim Sale (DC)
- 1999 300 von Frank Miller und Lynn Varley (Dark Horse)
- 2000 Whiteout: Melt von Greg Rucka und Steve Lieber (Oni)
- 2001 Der Ring des Nibelungen von P. Craig Russell und Patrick Mason (Dark Horse)
- 2002 Hellboy: The Conqueror Worm von Mike Mignola (Dark Horse/Maverick)
- 2003 The League of Extraordinary Gentlemen Volume II von Alan Moore und Kevin O’Neill (ABC)
- 2004 Fantastic Four: Unstable Molecules von James Sturm und Guy Davis (Marvel)
- 2005 DC: The New Frontier von Darwyn Cooke (DC)
- 2006 Seven Soldiers von Grant Morrison u. a. (DC)
- 2007 Batman: Year 100 von Paul Pope (DC)
- 2008 The Umbrella Academy von Gerard Way und Gabriel Bá (Dark Horse)
- 2009 Hellboy: The Crooked Man von Mike Mignola und Richard Corben (Dark Horse)

#### Best Black-and-White Series (Beste Schwarz-weiß-Geschichte) (1988–1991)
- 1988 Concrete von Paul Chadwick (Dark Horse)
- 1989 Concrete von Paul Chadwick (Dark Horse)
- 1991 Xenozoic Tales von Mark Schultz (Kitchen Sink)

#### Best Title for Younger Readers/Best Comics Publication for a Younger Audience (Beste Publikation für junge Leser) (1996–2007)
- 1996 The Batman and Robin Adventures von Paul Dini, Ty Templeton und Rick Burchett (DC)
- 1997 Leave It to Chance von James Dale Robinson und Paul Smith (Homage)
- 1998 Batman & Robin Adventures von Ty Templeton, Brandon Kruse, Rick Burchett u. a. (DC)
- 1999 Batman: The Gotham Adventures von Ty Templeton, Rick Burchett und Terry Beatty (DC)
- 2000 Simpsons Comics von verschiedenen Zeichnern (Bongo)
- 2001 Scary Godmother: The Boo Flu von Jill Thompson (Sirius)
- 2002 Herobear and the Kid von Mike Kunkel (Astonish)
- 2003 Herobear and the Kid von Mike Kunkel (Astonish)
- 2004 Walt Disney's Uncle Scrooge von verschiedenen Zeichnern (Gemstone)
- 2005 Plastic Man von Kyle Baker und Scott Morse (DC)
- 2006 Owly: Flying Lessons von Andy Runton (Top Shelf)
- 2007 Gumby von Bob Burden und Rick Geary (Wildcard Ink)

#### Best Publication for Kids (Beste Publikation für Kinder) (2008–2011)
- 2008 Mouse Guard: Fall 1152 und Mouse Guard: Winter 1152 von David Petersen (Archaia)
- 2009 Tiny Titans von Art Baltazar und Franco (DC)
- 2010 The Wonderful Wizard of Oz von L. Frank Baum, Eric Shanower und Skottie Young (Marvel)
- 2011 Tiny Titans von Art Baltazar und Franco (DC)

#### Best Publication for Young Adults (ages 12–17) (2012)
- 2012 Anya’s Ghost von Vera Brosgol (First Second)

#### Best Digital Comic/Webcomic (bester digitaler Comic) (2005–2016)
- 2005 Mom’s Cancer von Brian Fies
- 2006 PvP von Scott Kurtz
- 2007 Sam and Max von Steve Purcell
- 2008 Sugarshock!, von Joss Whedon und Fabio Moon
- 2009 Finder, von Carla Speed McNeil
- 2010 Sin Titulo, von Cameron Stewart
- 2011 Abominable Charles Christopher, von Karl Kerschl
- 2012 Battlepug, von Mike Norton
- 2013 Bandette, von Paul Tobin und Colleen Coover
- 2014 The Oatmeal von Matthew Inman
- 2015 The Private Eye von Brian K. Vaughan und Marcos Martin
- 2016 Bandette von Paul Tobin und Colleen Coover

#### Best Graphic Album (Bester Graphic Novel) (1988–1989)
- 1988 Watchmen von Alan Moore und Dave Gibbons (DC)
- 1989 Batman: The Killing Joke von Alan Moore und Brian Bolland (DC)

#### Best Adaptation from Another Work (Beste Adaption fremder Werke) (2010 – 2021)
- 2010 Richard Stark’s Parker: The Hunter adaptiert von Darwyn Cooke (IDW)
- 2011 The Marvelous Land of Oz von L. Frank Baum, adaptiert von Eric Shanower und Skottie Young (Marvel)
- 2013 Richard Stark’s Parker: The Score adaptiert von Darwyn Cooke (IDW)
- 2014 Richard Stark’s Parker: Slayground von Donald Westlake, adaptiert von Darwyn Cooke (IDW)
- 2016 Two Brothers von Fábio Moon und Gabriel Bá (Dark Horse)
- 2018 Kindred von Octavia Butler, adaptiert von Damian Duffy und John Jennings (Abrams ComicArts)
- 2019 Frankenstein von Mary Shelley, in Frankenstein: Junji Ito Story Collection, adaptiert von Junji Ito, übersetzt von Jocelyne Allen (VIZ Media)
- 2020 Snow, Glass, Apples von Neil Gaiman und Colleen Doran (Dark Horse)
- 2021 Superman Smashes the Klan von Gene Luen Yang und Gurihiru (DC)

#### Best Archival Collection/Project (Beste archivalische Sammlung) (1993–2005)
- 1993 Carl Barks Library Alben-Reihe (Gladstone)
- 1994 The Complete Little Nemo in Slumberland von Winsor McCay (Fantagraphics)
- 1995 The Christmas Spirit von Will Eisner (Kitchen Sink)
- 1996 The Complete Crumb Comics Vol. 11 von Robert Crumb (Fantagraphics)
- 1997 Tarzan: The Land That Time Forgot and The Pool of Time von Russ Manning (Dark Horse)
- 1998 Jack Kirby’s New Gods von Jack Kirby (DC)
- 1999 Plastic Man Archives Vol. 1 von Jack Cole (DC)
- 2000 Peanuts: A Golden Celebration von Charles M. Schulz (HarperCollins)
- 2001 The Spirit Archives Vol. 1 und 2 von Will Eisner (DC)
- 2002 Akira von Katsuhiro Otomo (Dark Horse)
- 2003 Krazy & Ignatz von George Herriman, herausgegeben von Bill Blackbeard (Fantagraphics)
- 2004 Krazy & Ignatz, 1929–1930 von George Herriman, herausgegeben von Bill Blackbeard (Fantagraphics)
- 2005 The Complete Peanuts, herausgegeben von Gary Groth (Fantagraphics)

#### Best Comic Strip Collection (Beste Zeitungsstrip-Sammlung) (1992–1993)
- 1992 Calvin and Hobbes: The Revenge of the Baby-Sat von Bill Watterson (Andrews and McMeel)
- 1993 Calvin and Hobbes: Attack of the Deranged Mutant Killer Monster Snow Goons von Bill Watterson (Andrews and McMeel)

#### Best Comics-Related Publication (Periodical or Book) (2003)
- 2003 B. Krigstein, Vol. 1, von Greg Sadowski (Fantagraphics)

#### Best Comics-Related Product/Item (1992–2002)
- 1992 Sandman Statue, von Randy Bowen (DC)
- 1994 Death Statue, von Chris Bachalo u. a. (DC)
- 1995 Sandman Arabian Nights Statue, entworfen von P. Craig Russell und ausgeführt von Randy Bowen (DC/Graphitti Designs)
- 1996 Comic-Strip Briefmarken (U.S. Postal Service)
- 1997 Hellboy Büste, Randy Bowen (Bowen Designs)
- 1998 Acme Novelty Library Verkaufs-Ständer, entworfen von Chris Ware (Fantagraphics)
- 1999 Sandman Taschenuhr, entworfen von Kris Ruotolo (DC/Vertigo)
- 2000 Brotdosen: Milk & Cheese, Sin City, Bettie Page, Hellboy, Groo (Dark Horse)
- 2002 Dark Horse classic comic characters Statuen, ausgeführt von Yoe Studio (Dark Horse)

#### Best Comics-Related Sculpted Figures (1999)
- 1999 Hellboy statue, ausgeführt von Randy Bowen, produziert von Bowen Designs

## Weitere Auszeichnungen

### The Will Eisner Award Hall of Fame (1987 – )
1987
- Carl Barks
- Will Eisner
- Jack Kirby

1988
- Milton Caniff

1989
- Harvey Kurtzman

1991
- Robert Crumb
- Alex Toth

1992
- Joe Shuster
- Jerry Siegel
- Wally Wood

1993
- C. C. Beck
- William Maxwell Gaines

1994
- Steve Ditko
- Stan Lee

1995
- Frank Frazetta
- Walt Kelly

1996
- Hal Foster
- Bob Kane
- Winsor McCay
- Alex Raymond

1997
- Gil Kane
- Charles M. Schulz
- Julius Schwartz
- Curt Swan

1998
- Neal Adams
- Jean Giraud (aka Moebius)
- Archie Goodwin
- Joe Kubert

1999
- Jack Cole (Jury)
- L. B. Cole (Jury)
- Bill Finger (Jury)
- Gardner Fox (Jury)
- Mac Raboy (Jury)
- Alex Schomburg (Jury)
- Murphy Anderson
- Joe Simon
- Art Spiegelman
- Dick Sprang

2000
- Bill Everett (Jury)
- Sheldon Mayer (Jury)
- George Herriman
- Carmine Infantino
- Al Williamson
- Basil Wolverton

2001
- Dale Messick (Jury)
- Roy Crane (Jury)
- Chester Gould
- Frank O. King
- E. C. Segar
- Marie Severin

2002
- Charles Biro (Jury)
- Osamu Tezuka (Jury)
- Sergio Aragonés
- John Buscema
- Dan De Carlo
- John Romita senior

2003
- Hergé (Jury)
- Bernard Krigstein (Jury)
- Jack Davis
- Will Elder
- Albert Feldstein
- John Severin

2004
- Otto Binder (Jury)
- John Stanley (Jury)
- Kazuo Koike (Jury)
- Gōseki Kojima (Jury)
- Al Capp
- Jules Feiffer
- Don Martin
- Jerry Robinson

2005
- Lou Fine (Jury)
- René Goscinny und
Albert Uderzo (Jury)
- Johnny Craig
- Hugo Pratt
- Nick Cardy
- Gene Colan

2006
- Floyd Gottfredson (Jury)
- William Moulton Marston (Jury)
- Vaughn Bodé
- Ramona Fradon
- Russ Manning
- Jim Steranko

2007
- Robert Kanigher (Jury)
- Ogden Whitney (Jury)
- Ross Andru & Mike Esposito
- Dick Ayers
- Wayne Boring
- Joe Orlando

2008
- John Broome
- Arnold Drake
- R. F. Outcault (Jury)
- Len Wein
- Malcolm Wheeler-Nicholson (Jury)
- Barry Windsor-Smith

2009
- Harold Gray (Jury)
- Graham Ingels (Jury)
- Matt Baker
- Reed Crandall
- Russ Heath
- Jerry Iger

2010
- Burne Hogarth (Jury)
- Bob Montana (Jury)
- Steve Gerber
- Dick Giordano
- Michael Kaluta
- Mort Weisinger

2011
- Ernie Bushmiller (Jury)
- Jack Jackson (Jury)
- Martin Nodell (Jury)
- Lynd Ward (Jury)
- Mort Drucker
- Harvey Pekar
- Roy Thomas
- Marv Wolfman

2012
- Bill Blackbeard
- Richard Corben
- Katsuhiro Otomo
- Gilbert Shelton
- Rudolph Dirks (Jury)
- Harry Lucey (Jury)

2013
- Lee Falk
- Al Jaffee
- Mort Meskin (Jury)
- Trina Robbins
- Spain Rodriguez (Jury)
- Joe Sinnott

2014
- Orrin C. Evans (Jury)
- Irwin Hasen (Jury)
- Sheldon Moldoff (Jury)
- Hayao Miyazaki
- Alan Moore
- Dennis O’Neil
- Bernie Wrightson

2015
- Marjorie Henderson Buell (Jury)
- John Byrne
- Chris Claremont
- Denis Kitchen
- Frank Miller
- Bill Woggon (Jury)

2016
- Lynda Barry
- Carl Burgos (Jury)
- Rube Goldberg
- Matt Groening
- Tove Jansson (Jury)
- Jacques Tardi

2017
- Gilbert Hernandez
- Jaime Hernandez
- Milt Gross (Jury)
- George Pérez
- H. G. Peter (Jury)
- Antonio Prohías (Jury)
- Dori Seda (Jury)
- Walt Simonson
- Jim Starlin

2018
- Charles Addams
- Karen Berger
- Dave Gibbons
- Carol Kalish (Jury)
- Jackie Ormes (Jury)
- Rumiko Takahashi

2019
- Jim Aparo (Jury)
- José Luis García López
- Jenette Kahn
- Paul Levitz
- June Tarpé Mills (Jury)
- Wendy Pini
- Richard Pini
- Bill Sienkiewicz
- Dave Stevens (Jury)
- Morrie Turner (Jury)

2020
- Alison Bechdel
- Nell Brinkley (Jury)
- E. Simms Campbell (Jury)
- Howard Cruse
- Stan Sakai
- Louise Simonson
- Don Thompson
- Maggie Thompson
- Bill Watterson

2021
- Ruth Atkinson
- Alberto Breccia (Jury)
- Dave Cockrum
- Neil Gaiman
- Stan Goldberg (Jury)
- Scott McCloud
- Françoise Mouly (Jury)
- Thomas Nast
- Lily Renée Phillips (Jury)
- Rodolphe Töpffer

2022
- Howard Chaykin
- Marie Duval (Jury)
- Kevin Eastman
- Max Gaines (Jury)
- Mark Gruenwald (Jury)
- Moto Hagio
- Larry Hama
- David Mazzucchelli
- Grant Morrison
- Alex Niño (Jury)
- Rose O’Neill (Jury)
- P. Craig Russell (Jury)

2023
- Jerry Bails (Jury)
- Brian Bolland
- Tony DeZuniga (Jury)
- Justin Green (Jury)
- Bill Griffith (Jury)
- Jay Johnson (Jury)
- Jeffrey Catherine Jones (Jury)
- Jack Katz (Jury)
- Aline Kominsky-Crumb (Jury)
- Win Mortimer (Jury)
- Ann Nocenti
- Diane Noomin (Jury)
- Gaspar Saladino (Jury)
- Tim Sale
- Diana Schutz
- Kim Thompson (Jury)
- Garry Trudeau (Jury)
- Mort Walker (Jury)
- Tatjana Wood (Jury)

2024
- Kim Deitch (Jury)
- Creig Flessel (Jury)
- Arthur Burdett Frost (Jury)
- Billy Graham (Jury)
- Gary Groth (Jury)
- Klaus Janson
- Albert Kanter (Jury)
- Warren Kremer (Jury)
- Oscar Lebeck (Jury)
- Jim Lee
- Frans Masereel (Jury)
- Don McGregor (Jury)
- Mike Mignola
- Keiji Nakaszawa (Jury)
- Noel Sickles (Jury)
- Cliff Sterrett (Jury)
- Elmer C. Stoner (Jury)
- Bryan Talbot (Jury)
- Jill Thompson
- Ron Turner (Jury)
- George Tuska (Jury)
- Lynn Varley (Jury)
- James Warren (Jury)

2025
- Peter Arno (Jury)
- Gus Arriola (Jury)
- Kyle Baker
- Steve Bissette (Jury)
- Wilhelm Busch (Jury)
- Eddie Campbell
- Lucy Shelton Caswell (Jury)
- Roz Chast
- Dan Clowes
- Philippe Druillet (Jury)
- Phoebe Gloeckner (Jury)
- Richard Green (Jury)
- Rea Irvin (Jury)
- Junji Ito
- Jack Kamen (Jury)
- Todd Klein
- Joe Maneely (Jury)
- Shigeru Mizuki (Jury)
- Bob Oksner (Jury)
- Bob Powell (Jury)
- John Romita junior
- Joe Sacco (Jury)
- Bill Schanes (Jury)
- Steve Schanes (Jury)
- Ira Schnapp (Jury)
- Phil Seuling (Jury)
- Frank Stack (Jury)
- Angelo Torres (Jury)

### Bob Clampett Humanitarian Award (1984 – )
| - 1984 Forrest J. Ackerman - 1985 Robert A. Heinlein - 1986 Bernie Wrightson und Jim Starlin - 1987 Ray Bradbury - 1988 June Foray - 1989 Phil Yeh - 1990 Sergio Aragonés - 1991 The Comic Book Legal Defense Fund - 1992 Archie Goodwin - 1993 Jack Kirby - 1994 Will Eisner - 1995 Maggie Thompson - 1996 Andrew Vachss - 1997 Joe Kubert - 1998 Frank Miller - 1999 Jerry Robinson - 2000 Peter Laird - 2001 Mark Evanier - 2002 Herb Trimpe - 2003 Alex Ross - 2004 Mimi Cruz Carroll | - 2005 George Pérez - 2006 Calvin Reid - 2007 Neil Gaiman - 2008 Paul Levitz - 2009 Denis Kitchen - 2010 Jeannie Schulz - 2011 Patrick McDonnell - 2012 Morrie Turner - 2013 Chris Sparks und Team Cul de Sac - 2014 Joe Field - 2015 Bill Morrison und Kayre Morrison - 2016 Matthew Inman - 2017 Mark Andreyko und Joe Ferrara - 2018 Frederick Joseph und Comics4Kids - 2019 Edgardo Miranda-Rodriguez und Lisa Wood - 2020 Hero Initiative, creators4comics und Comicbook United Fund - 2021 Mike Mignola, Christine Mignola - 2022 Annie Koyama - 2023 Beth Accomando, Scott Dunbier - 2024 Woman in Comics Collective International - 2025 L. A. Strong (Charity Comic von Mad Cave Studios) |

### Russ Manning Promising Newcomer Award (1982 – )
| - 1982 Dave Stevens - 1983 Jan Duursema - 1984 Steve Rude - 1985 Scott McCloud - 1986 Art Adams - 1987 Eric Shanower - 1988 Kevin Maguire - 1989 Richard Piers Raynor - 1990 Dan Brereton - 1991 Daerick Gross - 1992 Mike Okamoto - 1993 Jeff Smith - 1994 Gene Ha - 1995 Edvin Biukovic - 1996 Alexander Maleev - 1997 Walt Holcomb - 1998 Matt Vander Pool - 1999 Jay Anceleto - 2000 Alan Bunce - 2001 Goran Sudžuka | - 2002 Tan Eng Huat - 2003 Jerome Opena - 2004 Eric Wight - 2005 Chris Bailey - 2006 R. Kikuo Johnson - 2007 David Peterson - 2008 Cathy Malkasian - 2009 Eleanor Davis - 2010 Marian Churchland - 2011 Nate Simpson - 2012 Tyler Crook - 2013 Russel Roehling - 2014 Aaron Conley - 2015 Jorge Corona und Greg Smallwood - 2016 Dan Mora - 2017 Anna Szabla - 2018 Hamish Steele und Pablo Tunica - 2019 Lorena Alvarez - 2022 Luana Vecchio - 2023 Zoe Thorogood - 2024 Oliver Bly - 2025 Richard Blake |

### Bill Finger Award for Excellence in Comic Book Writing (2005 – )
- 2005 Arnold Drake und Jerry Siegel
- 2006 Harvey Kurtzman und Alvin Schwart
- 2007 Gardner Fox und George Gladir
- 2008 Archie Goodwin und Larry Lieber
- 2009 John Broome und Frank Jacobs
- 2010 Otto Binder und Gary Friedrich
- 2011 Del Connell und Bob Haney
- 2012 Frank Doyle und Steve Skeates
- 2013 Steve Gerber und Don Rosa
- 2014 Robert Kanigher, Bill Mantlo und Jack Mendelsohn
- 2015 Don McGregor und John Stanley
- 2016 Elliot S. Maggin und Richard E. Hughes
- 2017 Jack Kirby und William Messner-Loebs
- 2018 Joe Murchison Kelly und Dorothy Woolfolk
- 2019 Mike Friedrich, E. Nelson Bridwell
- 2020 Virginia Hubbell Bloch, Nicola Cuti, Leo Dorfman, Gaylord DuBois, Joe Gill und France Edward Herron
- 2021 Robert Bernstein, Audrey Blum, Vic Lochman, Robert Morales, Paul S. Newman und Robert White (alle postum)
- 2022 Bob Bolling und Don Rico
- 2023 Sam Glanzmann, Barbara Friedlander
- 2024 Jo Duffy, Ralph Newman
- 2025 Don Glut, Sheldon Mayer

### Will Eisner Spirit of Comics Retailer Award (1993 – )
- 1993 Gary Colobuono von Moondog’s, Sean Scoffield und Steve Solomos von The Beguiling, Rory Root und Mike Patchen von Comic Relief
- 1994 Bill Liebowitiz von Golden Apple, Leon Cowen und Michael Pandolfo von Dr. Comics & Mr. Games
- 1995 Joe Field von Flying Colors, Kees Kousemaker von Lambiek
- 1996 George Vlastaras von Kings Comics, Joe und Dottie Ferrara von Atlantis Fantasyworld
- 1997 Eric Kirsammer von Chicago Comics, Steve Snyder von Central City Comics, Paul Howley von That’s Entertainment
- 1998 Mark und Robert Hennessey von Hi De Ho Comics, Gaston Dominquez und Ilia Carson von Meltdown Comics & Collectibles
- 1999 Scott Thorne von Star Clipper Comics & Games, Greg Ketter von DreamHaven
- 2000 Patrick Shaughnessy von Golden Age Collectables
- 2001 Calum Johnston von Strange Adventures
- 2002 Nick Postilgione von Source Comics & Games
- 2003 Alan und Marsha Giroux von All About Books and Comics
- 2004 Fran und Kevin McGarry von ACME Comics & Collectibles
- 2005 Mimi Cruz und Alan Carroll von Night Flight Comics
- 2006 Richard Neal von Zeus Comics
- 2007 Carr D’Angelo und Jud Meyers von Earth-2 Comics
- 2008 Atom! und Portlyn Freeman von Brave New World
- 2009 Tate’s Comics
- 2010 Vault of Midnight
- 2011 Yuval Sharon und Danny Amitai von Comics & Vegetables
- 2012 Jesus Marugan Escobar von Akira Comics und Jennifer Haines von The Dragon
- 2013 Patrick Brower und W. Dal Bush von Challengers Comics and Conversation of Chicago
- 2014 Legend Comics & Coffee, Omaha, Nebraska; All Star Comics, Melbourne, Australia
- 2015 Jamie Colegrove und Teresa Colegrove von Packrat Comics, Hilliard, Ohio
- 2016 Karl Asaa, Damian Keeng und James Wilson von Orbital Comics & Gallery, London, UK
- 2017 Robert Howard, David Lockwood, Michael Burke von Comicazi, Somerville, MA
- 2018 Norma Comics, Barcelona
- 2019 La Revisteria Comics, Buenos Aires
- 2020 Nostromo, Sevilla
- 2021 The Laughing Ogre, Columbus, Ohio
- 2022 Books with Pictures: Comics for Everyone, Portland, Oregon
- 2023 Cape & Cowl Comics, Oakland, Kalifornien
- 2024 Blackbird Comics and Coffeehouse, Maitland, Florida
- 2025 Akira Comics, Madrid

### Comic-Con Icon Award (2006 – )
- 2006 Frank Miller
- 2007 Neil Gaiman
- 2008 George Lucas
- 2009 Stan Lee
- 2010 Ray Bradbury
- 2011 June Foray
- 2012 Matt Groening
- 2013 J. Michael Straczynski
- 2014 Joss Whedon
- 2015 Reginald Hudlin
- 2016 Sergio Aragonés
- 2017 Marie Severin und Jack Kirby
- 2018 John Rogers